# Aidone
Aidone (Dadungh in galloitalico di Sicilia; Daduni in siciliano) è un comune italiano di 4 198 abitanti del libero consorzio comunale di Enna in Sicilia.
Si trova in uno dei comprensori culturali e naturalistici più interessanti della Sicilia centrale: nel suo territorio si trovano l'importante sito siculo-greco-ellenistico di Morgantina, il castello di Pietratagliata di epoca arabo-normanna, e, a pochi chilometri, la villa romana del Casale, sito dell'UNESCO. Il comune presenta un territorio ricchissimo di boschi naturali e artificiali che occupano la parte nord occidentale, e di notevoli siti di rilevanza naturalistica: con Piazza Armerina ed Enna condivide il parco della Ronza; al confine con la città metropolitana di Catania si trova l'invaso artificiale del lago di Ogliastro, un'area umida di interesse naturalistico. Vi si parla un dialetto di tipo settentrionale che fa parte del gruppo dei dialetti galloitalici di Sicilia.

## Geografia fisica
Aidone sorge sui monti Erei, nel sud est della provincia di Enna, da cui dista 35 km, e ai confini con quella di Catania, con cui condivide il lago Ogliastro. Il suo territorio è attraversato dal fiume Gornalunga, un affluente del Simeto. Il centro abitato è posto oltre i 600 m s.l.m., con punte che superano gli 800 m.
Il suo territorio, esteso per 209,58 km², è molto vasto se rapportato al numero di abitanti e al centro abitato. Sulle contrade Sella Orlando, san Francesco e Cittadella si estende il parco archeologico di Morgantina. Il lago Ogliastro raccoglie le acque del Gornalunga e irriga gran parte dei terreni appartenenti al Consorzio di Caltagirone; alla contrada Baccarato appartiene la miniera di zolfo, ora in disuso e il borgo dell'epoca della Riforma agraria. Vi è inoltre l'invaso mai completato del fiume Pietrarossa che avrebbe allagato un sito di epoca romana.

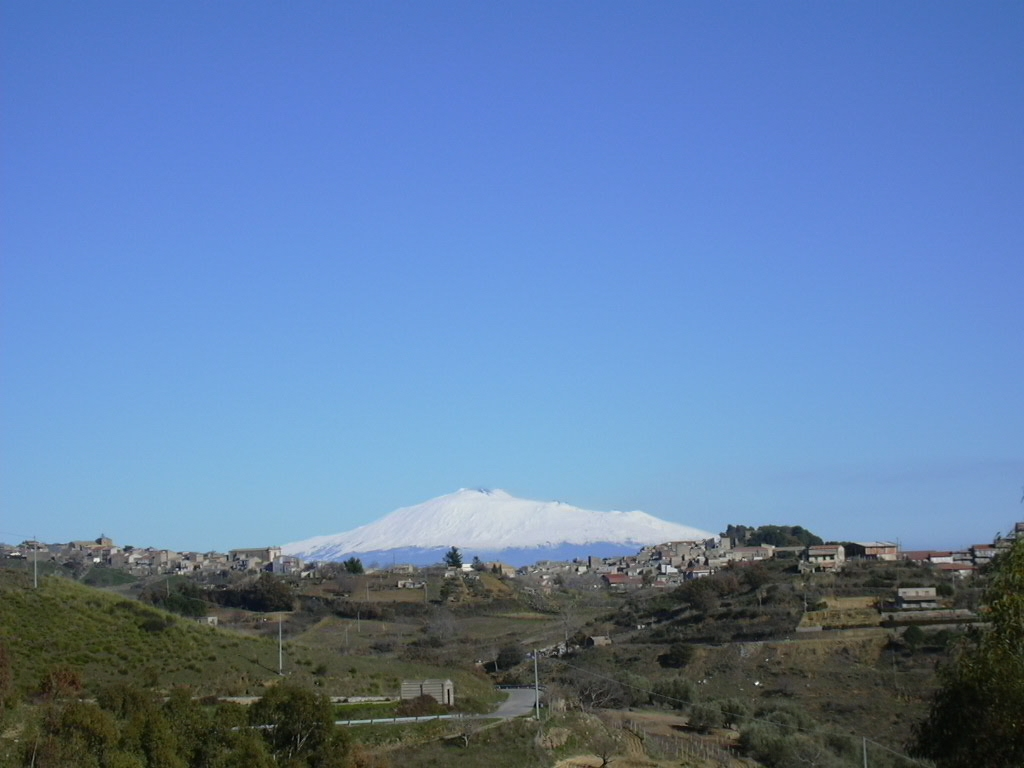
Aidone sovrastata dall'Etna; la foto è stata ripresa dalla contrada Montagna

## Origini del nome
In antichità l'etimologia del luogo veniva fatta risalire immediatamente al greco antico Ἀιδωνεύς (Aidōneús) – termine derivato direttamente da Ade – che veniva usato per riferirsi sia al “dio” che al “regno dei morti”.
Per l'appunto la divinità, dopo aver rapito Persefone presso il lago di Pergusa, avrebbe sostato sul colle di Aidone. Questa leggenda diede origine alla vasta diffusione del culto di Demetra e Persefone in tutta la Sicilia centrale.
Le altre due ipotesi sostengono: l'una l'origine nel greco antico ἀηδών (aēdṓn), che starebbe per “usignolo”; l'altra l'origine in un antroponimo di origine germanica Aido-onis. Le tre ipotesi sono concorrenti e le fonti storiografiche disponibili non consentono di avere certezza sul tema.

## Il dialetto galloitalico
Ad Aidone, come a Piazza Armerina, Nicosia, San Fratello, Sperlinga, si parla un dialetto che da sempre è suonato estraneo all'orecchio dei siciliani; già i primi studiosi che si occuparono di storia siciliana, da Tommaso Fazello a Rocco Pirri a Vito Amico, evidenziarono la parlata peculiare di questi paesi e la misero in relazione con la loro origine lombarda che affonda le sue radici nella conquista normanna della Sicilia. Nel tempo questi dialetti sono stati definiti lombardo-siculi, gallo-romanzi, gallo-siculi e infine galloitalici di Sicilia per distinguerli dai galloitalici settentrionali.
In Aidone, in modo particolare, già dagli inizi del secolo scorso il galloitalico è stato visto come un elemento di inferiorità perché in effetti rendeva difficoltosi i rapporti con i paesi vicini; già da allora il vernacolo conviveva con una forma sicilianizzata, che pian piano ha sopraffatto la forma antica; gli aidonesi sono stati bilingui per necessità e poi trilingui con l'affermarsi dell'italiano.
Oggi sono rimasti pochissimi parlanti ed è nata l'esigenza di conoscerlo; sono tuttavia rimasti i testi scritti dei poeti Vincenzo Cordova, Francesco Consoli, Antonino Ranfaldi, che hanno conservato una facies credibile, nonché i risultati di importanti inchieste sul campo condotte da Gerhard Rohlfs per l'A.I.S. nel 1924, da Giovanni Tropea per l'A.L.I. nel 1962 e dallo stesso Tropea per la Carta dei Dialetti Italiani. Di seguito una poesia di Vincenzo Cordova:
(traduzione: per fare una poesia aidonese ce ne vuole sale in zucca, è veramente un'impresa improba… finché scrivi versi in siciliano magari ce la spunti, quelle sono cose a portata di mano e ogni asino ne è capace. Ma per poter scrivere aidonese si deve studiare giorno e notte!)

## Storia

### Le origini: l'epoca normanna

Chiesa di Sant'Antonio Abate

Secondo alcuni studiosi, Aidone fu fondata alla fine dell'XI secolo dai Normanni, durante la conquista della Sicilia e la cacciata degli arabi; ma è molto più probabile che i Normanni si siano limitati a rifondare e ripopolare un borgo già esistente strappato ai Saraceni. I fratelli Altavilla, che guidarono la conquista, condussero a ripopolarlo i lombardi, che avevano contribuito all'impresa e che in buona parte provenivano dal Monferrato.. A questa sorta di colonizzazione si fa risalire l'origine del dialetto aidonese.

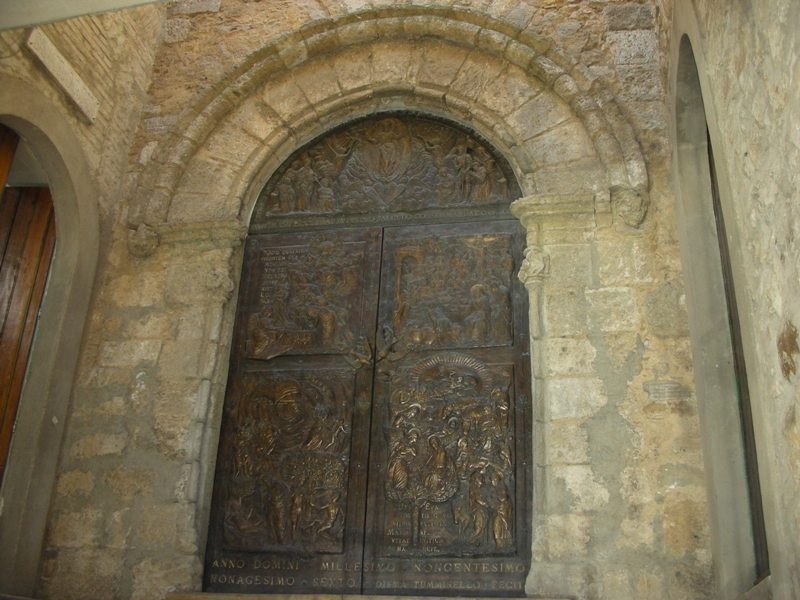
Portale Normanno della chiesa costruita da Adelasia

 All'epoca normanna risalirebbe la fondazione del castello che dominava la città, della chiesa madre (dedicata in seguito a san Lorenzo martire), della chiesa di San Leone dedicata al papa Leone II e, fuori dalle mura, della chiesa di Sant'Antonino Abate.
Aidone passò successivamente in possesso di Adelasia, nipote del Gran Conte Ruggero, che la tenne fino alla sua morte nel 1160. Adelasia diede impulso al suo sviluppo con la costruzione di diversi mulini sul fiume Gornalunga e la fondazione, nel 1134, del monastero benedettino di Santa Maria Lo Plano, con chiesa dotata di una torre campanaria.
Adelasia sposò nel 1118 il conte Rinaldo d'Avenel ed ebbe un figlio di nome Adam che gli premorì; nel 1142 in un documento della corte normanna sono entrambi citati e successivamente in un altro del 1154 compare solamente lei devota al re Guglielmo I il Malo.
La citazione più antica di Aidone risale al 1150 e si trova nel Libro di re Ruggero del geografo arabo Idrisi.

### Dal XIII al XVII secolo
All'epoca di Federico II, Aidone faceva parte, molto probabilmente, dei possessi diretti del re. Nel 1240 era rappresentata al parlamento di Foggia.
L'imperatore concesse ad alcuni soldati, provenienti da Piacenza e guidati da Uberto Mostacciolo, di stabilirsi ad Aidone; questa testimonianza conferma l'arrivo, ancora nel XIII secolo, di coloni provenienti dall'area padana.
Nel 1229 ai Cavalieri templari fu permesso di edificare la chiesa di San Giovanni e per il suo mantenimento furono concesse le rendite di alcune tenute.
Dopo la morte di Federico II, nel 1255, Aidone si dichiarò libero comune e riuscì a resistere all'assalto di Pietro Ruffo e del conte di Catanzaro, che agivano in nome del re Manfredi; nel 1257, tuttavia, fu presa e saccheggiata dall'esercito svevo, guidato da Federico Lancia. Aidone partecipò alla rivolta dei Vespri siciliani, cacciando la guarnigione francese. Fu nominato capitano Simone Fimetta di Calatafimi e vennero inviati al campo di Pietro III di Aragona arcieri e vettovaglie. In seguito il capitano Fimetta passò dalla parte degli Angioini e dovette fuggire dal castello. Il re Pietro III di Aragona allora concesse Aidone in feudo a Manfredi III Chiaramonte per premiarne la fedeltà.
Nel quadro delle lotte tra angioini e aragonesi emerse la figura di fra' Perrone, il frate dell'Ordine domenicano che combatté gli aragonesi tra il 1284 e il 1287; quando fu catturato dall'ammiraglio Ruggiero di Lauria si uccise in carcere.
Nel 1296, durante il regno di Federico III di Sicilia, il feudo di Aidone venne ceduto da Manfredi Chiaramonte a Enrico Rosso che prese il titolo di conte di Aidone. Nel 1299 il capitano Giovenco degli Uberti aprì le porte del castello agli Angioini, ma questo venne riconquistato nel 1301 da Federico, che si era sistemato con il suo esercito nel vicino castello di Pietratagliata. Nel 1320 il feudo passò a Rubeo II Rosso, e quindi al figlio Enrico III Rosso, cancelliere del regno aragonese.
Il conte Enrico Rosso Senior fu uno dei più potenti feudatari del regno di Sicilia e divenne l'ago della bilancia fra le fazioni latine capeggiate dai Chiaramonte e quella catalana degli Alagona. Nel 1353 sposò Luchina figlia di Manfredi Chiaramonte e quindi entrò in conflitto con Artale Alagona che di fatto era il tutore del giovane re Ludovico.
Questo pugnace Conte Enrico aveva un certo ascendente per la sorella maggiore del Re, la cosiddetta madre badessa Eufemia.
Dopo l'aspra lotta sostenuta dalla rocca di Motta Sant'Anastasia contro Artale Alagona il gran Giustiziere, Enrico Rosso Conte di Aidone, capo dell'esercito reale, stipulò la pace a Catania e con i suoi bellicosi soldati aidonesi divenne il braccio armato della Corona, dopo la prematura morte di re Ludovico e la successione del fratello Federico IV il semplice, un altro ragazzo inesperto.
Ma il volubile Enrico Rosso fu anche il protagonista della conquista di Messina e della morte di Matteo Palizzi e poi in seguito provocò la morte di Antonia del Balzo moglie del re Federico IV. Per questo motivo venne dichiarato fellone dal Re e nel 1373 fu costretto a cedere il feudo di Aidone (compresi il castello di Pietratagliata, il feudo di Fessima e i casali Baccarato, Asmundo e Pietralixia) a Perrone Gioeni, in cambio del feudo di Castroleone (Castiglione di Sicilia).

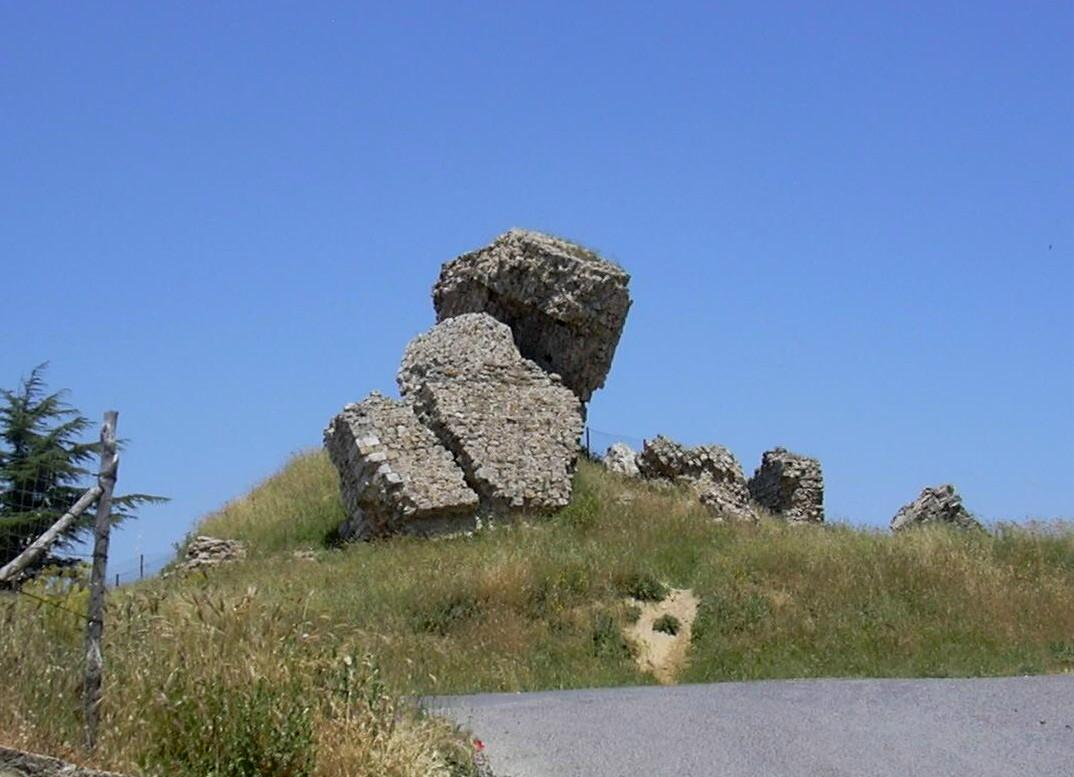
Il Castellaccio, ruderi del castello medievale

Il castello di Aidone ospitò nel 1396 la regina Maria e il marito, Martino il Giovane e, nel maggio dell'anno 1411, la regina Bianca di Navarra, vedova del re Martino il Giovane, che vi soggiornò a lungo protetta dal Gioieni. Nel 1427 il conte Bartolomeo III Gioeni firmò l'atto "Privilegi e consuetudini per gli Aidonesi", concedendo il potere locale al "baiulo" Giovanni Caltagirone, coadiuvato da un "capitano di giustizia".
Nel 1531 Giantommaso Gioeni introdusse la venerazione per san Lorenzo martire facendone il santo patrono della città al posto di san Leone. Il feudatario ringraziava così il santo per la salvezza del figlio Lorenzo dalla pestilenza (è una delle ipotesi, per l'altra vedi la nota sulla chiesa di San Lorenzo).
Nel 1602 Tommaso Gioeni venne nominato dal re Filippo III di Spagna pari del regno e principe di Castroleone, ed entrò a far parte del parlamento siciliano. Il principe fondò ad Aidone la "Confraternita dei Bianchi", composta esclusivamente di nobili.
Nel 1667 venne fondata la confraternita del Santissimo Sacramento, legata alla chiesa di San Leone. I membri, al massimo 72, dovevano avere almeno vent'anni di età. Tra questi c'erano 13 "officiali" (governatore, consigliere maggiore, consigliere minore, cancelliere, tesoriere, due mastri di novizi, due visitatori d'infermi, due sacrestani e due nunzi). In seguito, per la prevalente presenza al suo interno di artigiani, la confraternita fu conosciuta come quella della Maestranza.

### Dal terremoto (1693) al colera (1837)
Nel 1693 il terremoto che colpì tutta la Sicilia orientale provocò in Aidone cinquanta morti, la distruzione del paese e il crollo di numerose chiese ed edifici, tra cui la chiesa Madre di San Lorenzo. Il 1693 in Aidone, come in gran parte della Sicilia, segna un discrimine nella sua storia architettonica. Alcune chiese furono restaurate o ricostruite, pertanto quasi tutti gli edifici di Aidone sono, tranne che in alcune parti, settecenteschi o con notevoli elementi risalenti a questa epoca (i cantonali di san Domenico, la facciata di santa Maria La Cava, i portali di San Leone, dell'Annunziata, etc), il loro stile è influenzato dal barocco imperante in Sicilia ma con tratti sobri e classicheggianti. Altre chiese e conventi sono stati demoliti, come il convento e la chiesa di santa Caterina, la chiesa e il convento di san Michele Arcangelo, la chiesa e il convento di san Tommaso apostolo, la chiesa di san Giacomo e molte altre chiese di cui ormai si è persa ogni traccia.
Con il matrimonio dell'ultima discendente dei Gioeni con Marcantonio V Colonna, il feudo passò ai Colonna, principi romani. A quest'epoca nel territorio di Aidone esistevano sei baronie: Spedalotto-Cugno, Mandrilli-Toscano, Fargione-Baccarato-Feudonuovo, Dragofosso, San Bartolomeo, comprendente Pietratagliata-Prato-Tuffo-Gresti, e Raddusa-Destra. Altre tre baronie si erano costituite con i terreni comunali dell'"università" (Giresi-Pali-Malaricolta, Belmontino e Menzagno).

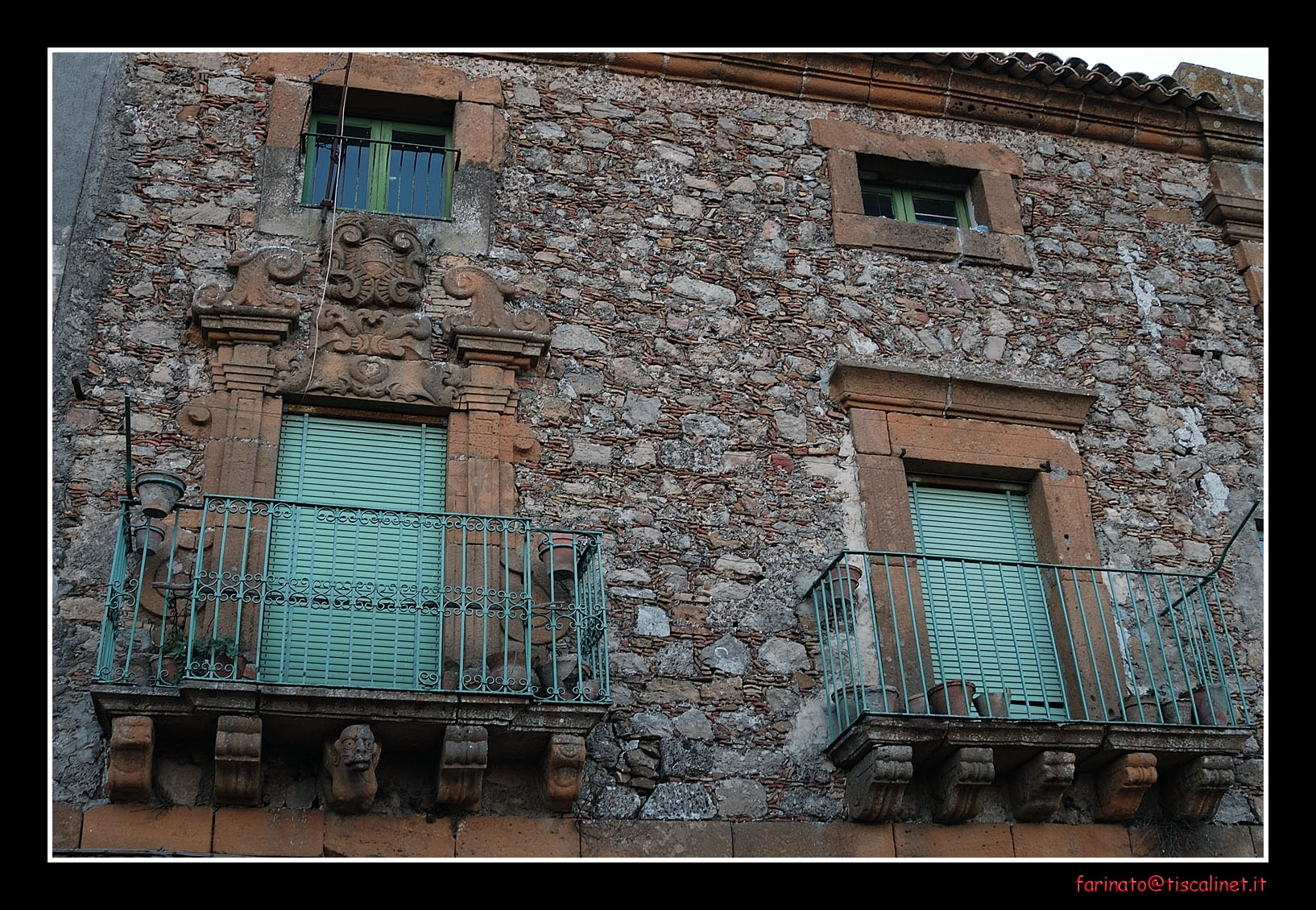
Balcone barocco in Largo Capra

Nel XIX secolo le famiglie Boscarini, Scovazzo, Cordova, D'Arena, Profeta, Minolfi, Ranfaldi e Calcagno, produssero due generazioni di borghesi liberali e colti (tra i quali Filippo Cordova e Gaetano Scovazzo) che impressero un notevole impulso culturale alla cittadina.
Nel 1795 il Comune acquistò la chiesa di San Tommaso Apostolo, con l'annesso "Ospedale", per realizzare un teatro municipale; nel contempo iniziarono i lavori per la costruzione del Palazzo municipale, destinato a sede amministrativa e politica del "detentore" (sindaco).
Dal 1805, a seguito della scoperta del primo giacimento di zolfo, iniziò per Aidone un periodo di prosperità alimentata dall'industria estrattiva. La popolazione ebbe un notevole incremento, con l'immigrazione di minatori provenienti dai paesi viciniori, che si prolungò anche nel secolo successivo fino al secondo dopoguerra (la fase di chiusura della miniera Baccarato cominciò nel 1960).
Dopo l'abolizione della feudalità (1812), Aidone entrò a far parte della provincia di Caltanissetta (1820).
In una planimetria redatta dal regio agrimensore Lorenzo Correnti, il territorio comunale risultava avere un'estensione di 6884,12 salme (di vecchia misura) ed era suddiviso in varie contrade tra cui: Ciappino, Grottascura, Bosco, San Bartolomeo, Gresti, Pietrapiscia, Mendola, Giresi, Spedalotto, Calvino, Malaricolta, Casalgismondo, Toscano, Baccarato, Dragofosso, Montagna, in parte corrispondenti alle baronie.
Esistevano ancora diversi latifondi di proprietà, soprattutto, dei Colonna-Rospigliosi.
In base alla documentazione dell'archivio storico comunale Il centro abitato venne suddiviso nel 1832 in sette quartieri storici:
1. San Lorenzo
2. San Leone
3. San Giuseppe
4. Santa Maria
5. San Giovanni
6. Cappuccini
7. San Giacomo-Annunziata

Dai dati desunti dal dazio sul vino si rileva che la popolazione complessiva era di 4.550 abitanti.
In occasione delle festività in onore del Santo Patrono S.Lorenzo martire uscivano le Confraternite con i Gonfaloni dei sette quartieri.
Nel 1837 anche Aidone fu colpita dal colera che imperversò in tutta la Sicilia e che causò la morte, tra gli altri, del pedagogista Nicolò Scovazzo (1783-1837). Pare che il colera fosse del biotipo El Tor (caso unico e quanto mai singolare, in quanto fu isolato ad Aidone prima che nella località del Sinai, da cui prende il nome).

### Il Risorgimento
Aidone fu sede di una cellula carbonara guidata da Domenico Scovazzo e il 26 gennaio 1848 insorse contro il re Ferdinando II delle Due Sicilie.
Durante la crisi del 1848 il Re Ferdinando II di Borbone nominò Ministro dell'Agricoltura il Comm. Gaetano Scovazzo, regio consultore che in passato aveva ricoperto questa carica nel 1831 collaborando con il fratello del re Leopoldo Conte di Siracusa come Ministro di Grazia e Giustizia ed Affari ecclesiastici ed in seguito alle Finanze.
. Per rimanere fedele ai suoi principi di libertà e di autonomia, Scovazzo si dimise dal Governo del Re Ferdinando II del 1848 come Ministro dell'Agricoltura e Commercio nel gabinetto Serracapriola nonostante fosse stimato da Lord Minto (Gran Bretagna) e il conte Napier (Francia) e la sua dimissione fece precipitare la situazione politica in Sicilia.
Come per gli altri Comuni dell'Isola anche in Aidone si formò un "Comitato di difesa e sicurezza pubblica" e tre compagnie della Guardia nazionale guidate dal pugnace Rocco Camerata Scovazzo Comandante e Vincenzo Cordova Savini.

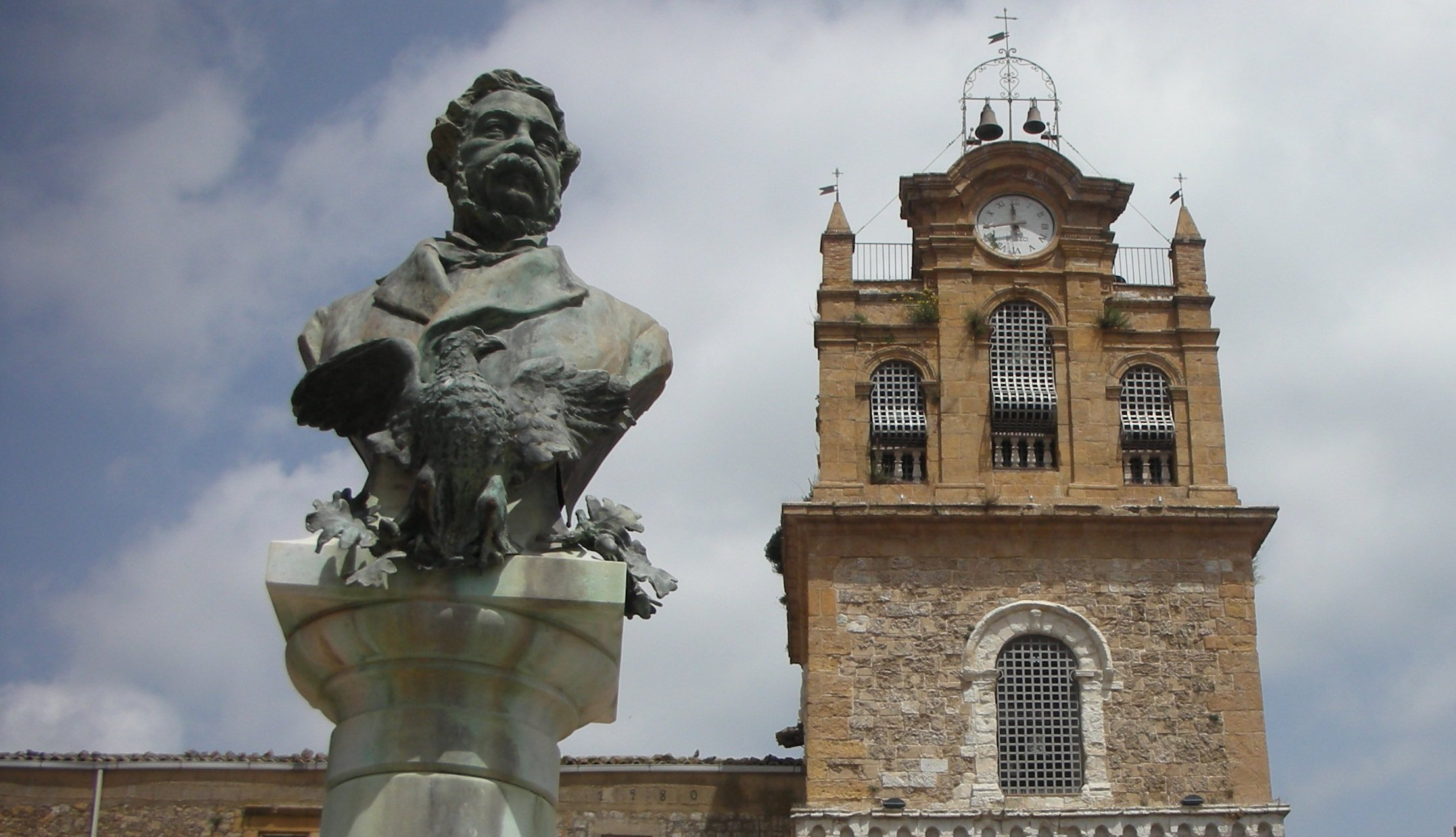
Busto di Filippo Cordova nell'omonima piazza di Aidone

Filippo Cordova, cugino dello Scovazzo che aveva già perorato la causa di una nuova Sicilia come nazione sganciata dalla capitale Napoli e dal Borbone, nel 1848 fu eletto da Aidone al Parlamento Siciliano, sedendo nella Camera dei Comuni.
Qui fu uno degli estensori dello statuto per l'autonomia della Sicilia e poi ministro delle finanze nel governo presieduto dal marchese di Torrearsa.
Dopo la restaurazione borbonica fu in esilio a Torino, qui conobbe Massimo D'Azeglio e poi Camillo Benso di Cavour che gli affidò la direzione del "Risorgimento".
Divenne anche un consigliere del re Vittorio Emanuele II in seguito dopo la morte improvvisa di Cavour, fu chiamato a far parte del Governo del regno di Italia presieduto da Bettino Ricasoli come Ministro dell'Agricoltura e del Commercio.
Durante la spedizione dei Mille Aidone partecipò ai combattimenti: in contrada Dragofosso un gruppo di 120 aidonesi, guidato da Vincenzo Cordova e Gioacchino Mazzola, riuscì a deviare un contingente borbonico guidato dal generale Gaetano Afan de Rivera, favorendo la conquista di Palermo da parte di Garibaldi.
Lo stesso Garibaldi in seguito si complimentò con Vincenzo Cordova (vds. lettere) tanto che lo voleva nominare Maggiore del suo esercito di liberazione.
Nel Regno di Italia altri aidonesi si distinsero oltre a Filippo Cordova suo cugino Gaetano Scovazzo-Cordova nominato Senatore nel 1861 ma giurò nel 1863, suo nipote Vincenzo Cordova Savini (1819-1897) deputato di Giarre per cinque legislature e senatore del regno nel 1889, Rocco-Camerata Scovazzo senatore nominato nel 1865 e i suoi fratelli Franceswco e Lorenzo Camerata-Scovazzo entrambi eletti Deputati al parlamento nazionale ed infine Domenico Minolfi Scovazzo (1826-1898), deputato per due legislature e presidente del Consiglio provinciale di Caltanissetta.
La vita sociale e culturale di Aidone nell'Ottocento fu molto vivace e ricca di iniziative sociali e culturali. Nel 1865 venne fondata una biblioteca comunale a cui si aggiunse, dal 1884, anche una biblioteca popolare educativa circolante.
Nel 1889 i fratelli Luciano e Giuseppe Palermo fondarono il "Monte di pietà" e la relativa banca; qualche anno dopo nacque la "Società di mutuo soccorso Principe di Napoli" (poi "Società artigiana") fondata da Vincenzo Cordova e Domenico Minolfi e infine, nel 1895 fu costituito il "Monte Frumentario" con 157 soci.
Sin dal 1843 esisteva un orfanotrofio femminile, nel 1884 venne creato l'asilo infantile "Vittorio Emanuele" per gli alunni poveri e una scuola elementare con 14 classi nell'ex convento dei domenicani. Nel 1902 il parroco aprì un istituto femminile per l'insegnamento del cucito e del ricamo.
Nel 1903 nacque la "Lega dei lavoratori della terra", con 300 soci e l'istituzione di un fondo sociale, e nel 1905 la "Lega di miglioramento" in favore degli operai delle solfatare.

## Società

### Evoluzione demografica
Abitanti censiti

Nell'anno 1806 gli abitanti di Aidone erano 3 750. Per tutto il XIX secolo si ebbe una crescita continua e costante della popolazione favorita dallo sviluppo dell'agricoltura estensiva ma soprattutto dallo sfruttamento delle miniere di zolfo del Baccarato e della Pintura. La crescita continuò fino a superare i 10 000 abitanti, punta massima raggiunta nel 1951.
Negli anni successivi la chiusura delle solfatare, non più produttive economicamente, ma anche l'abbandono dell'agricoltura, ha fermato lo sviluppo della cittadina causando una rilevante emigrazione soprattutto verso la Germania e l'Italia settentrionale.

## Monumenti e luoghi d'interesse

### Morgantina

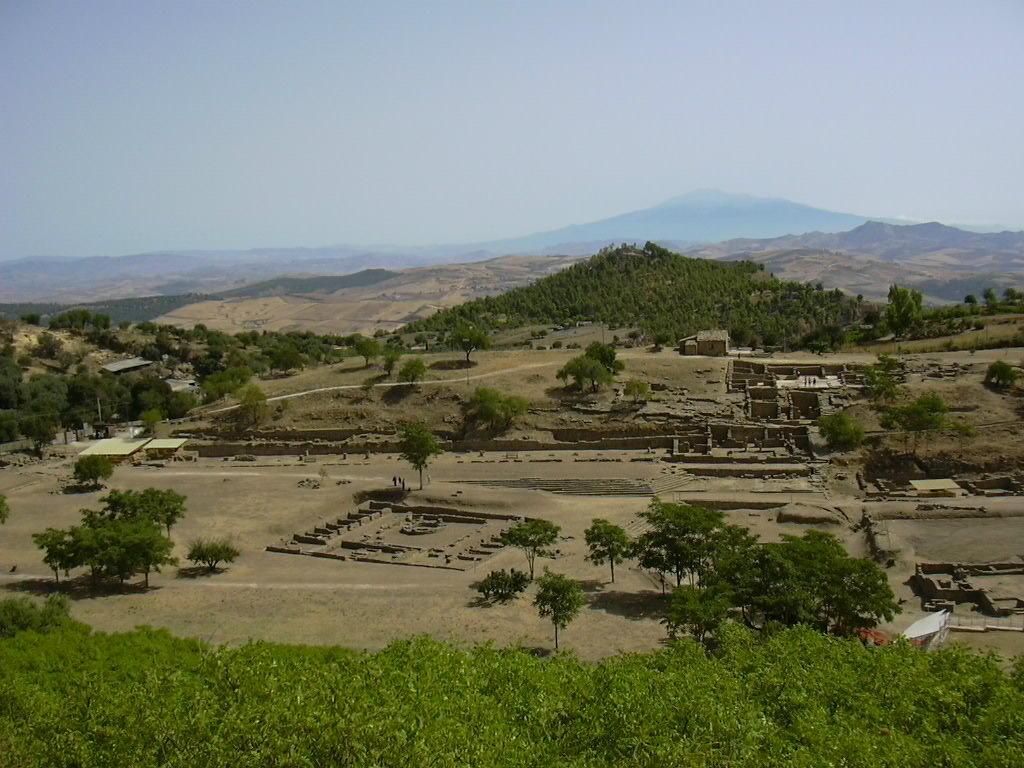
Panorama di Morgantina dalla collina ovest

Uno dei siti archeologici più interessanti dell'entroterra di Sicilia è sicuramente l'antica città greca di Morgantina, nella provincia di Enna. Le numerose fonti in cui viene menzionata Morgantina sono una riprova della sua importanza. Alle informazioni delle fonti letterarie si aggiungono ovviamente i reperti rinvenuti in seguito agli scavi archeologici effettuati in tutta l'area. La città si estende su una piccola pianura delimitata da dolci colline. Al centro del pianoro si trova l'Agorà dominata dall'alto dal "colle della Cittadella", sede dell'Acropoli. Il sito, prima di essere colonizzato dai greci, presentava insediamenti preistorici di età castelluciana e dell'Età del Bronzo. Fu nel IX secolo a.C. che arrivarono i Morgeti (da cui Morgantina prende il nome). Testimonianze del periodo di colonizzazione da parte di questo popolo si trovano nell'area dell'Acropoli: capanne a pianta quadrata appartenenti ad un villaggio agricolo. Nel IV secolo a.C. i coloni Calcidesi di Catania ingrandiscono il sito. Nel 211 a.C. , durante le guerre puniche, Morgantina si schiera con i Cartaginesi e questo provoca la sua distruzione da parte dei Romani.
Lungo il perimetro dell'area archeologica sono visibili le antiche mura di cinta che, seguendo l'orografia della zona, hanno un andamento piuttosto frastagliato. Le mura non presentavano torri, solo alcuni baluardi, e si aprivano in corrispondenza delle quattro porte. Sull'Acropoli, oltre alle succitate capanne morgetiche, si trovano i resti più antichi della città, compresa l'area sacra. L'area sacra comprende dei piccoli templi ed il naiskos arcaico, un grande tempio lungo all'incirca 32 metri risalente al VI secolo a.C. Ai piedi della collina dell'Acropoli si trova il quartiere residenziale. Qui sono state rinvenute lussuosi esempi di abitazioni con pavimenti a mosaico e pareti affrescate: la Casa del Capitello Dorico, famosa per la sua iscrizione musiva EYEKEY (Stai bene!) sul pavimento in cocciopesto; la Casa di Ganimede, che prende il nome dal mosaico rinvenuto al suo interno raffigurante il ratto di Ganimede; altre abitazioni degne di nota sono la Casa dei capitelli tuscanici e la Casa del Magistrato, entrambe con decorazioni musive e parietali.
La zona più interessante di Morgantina è certamente l'Agorà, disposta su due livelli (quello inferiore riservato ai riti sacri, quello superiore per fini commerciali e pubblici) collegati da una grande scalinata. Quest'ultima è molto particolare perché consta di tre lati che formano così in basso uno spazio probabilmente usato per le riunioni cittadine, come Ekklesiasterion, o per momenti di culto vista la vicinanza con il Santuario delle Divinità Ctonie, Demetra e Kore. Contemporaneo alla scalinata è senza dubbio il Teatro Greco. La sua cavea semicircolare consta di 15 gradini ed è suddivisa in sei settori; è probabile che le scalinate in pietra continuavano con delle strutture in legno per aumentare la capienza del teatro (5000 posti circa). Il Santuario delle Divinità Ctonie ha una pianta trapezoidale ed è all'interno di questo edificio che sono stati rinvenuti dei busti votivi policromi che raffigurano Demetra. Accanto al teatro greco, più a est, si trova il granaio pubblico; risalente al III secolo a.C. ha una pianta rettangolare. I resti di due fornaci all'interno dell'edificio sono la prova dell'esistenza in città di fabbriche di vasi in ceramica.
La terrazza superiore dell'Agorà è delimitata da tre portici monumentali con colonne (stoà); uno con funzione di ginnasio, uno adibito a fini commerciali, l'altro per riunioni pubbliche. Al centro di questa terrazza dell'Agorà si trova il Macellum, del II secolo a.C. ; l'edificio ha pianta quadrata ed è l'esempio più antico di macellum a noi pervenuto. I reperti archeologici rinvenuti nell'area archeologica di Morgantina sono conservati nel piccolo ma interessantissimo Museo archeologico nella vicina Aidone. I reperti custoditi vanno dall'età del Ferro al I secolo a.C.

### Il Castello di Pietratagliata
In territorio di Aidone, in contrada Gresti, ci sono i ruderi di un castello medievale di origine non ben definita ma secondo lo storico Michele Amari venne costruito dagli arabi negli anni 862-67 su un preesistente fortilizio bizantino (le prime notizie storiche documentabili sul castello risalgono al XIV secolo).
Il castello sorge su un'elevata cresta rocciosa che chiude la piccola valle del torrente Gresti, un affluente del Gornalunga, ovvero l'antico Albos o Erikes, ed è posizionato strategicamente lungo la via di comunicazione che collegava Morgantina, e le antiche città dell'interno, con quelle della costa orientale.
La struttura comprende un ampio piano terra, adibito a magazzini e stalle, e un primo piano accessibile da una scaletta in muratura. La maggior parte degli ambienti sono scavati nella roccia, in modo analogo al castello di Sperlinga, e si aprono ad est con logge e finestroni. È presente un'alta torre piena, visibile a grandi distanze.
Il nome “Pietratagliata” si riferisce alla presenza degli ambienti tagliati nella roccia, mentre il nome Gresti, ricorda la grande quantità di cocci di epoca greca e romana dal II secolo a.C. al I secolo d.C. che affioravano in tutta la contrada.

### Il Castellaccio
"Castellaccio", (in dialetto Cast'ddazz) è il nome dato ai ruderi del castello medievale, costruito nel punto più alto della città, in posizione strategica, con una visuale panoramica a 360°, che permetteva di controllare le principali vie di comunicazione della Sicilia Centrale.
La costruzione risalirebbe all'XI secolo, all'epoca normanna, ma fu forse preceduta da una fortificazione saracena.
Il Castello era un baluardo sicuro per i baroni signori di Aidone, tanto che era inespugnabile e si poteva accedere solamente dall'antica strada posta a mezzogiorno.
Quando questo maniero venne attaccato dalle truppe di Roberto d'Angiò con il tradimento del capitano Giovenco degli Uberti fu possibile espugnarlo e perfino il Re Federico III dovette usare delle macchine di guerra per porre l'assedio alle truppe angioine.
Questo castello venne ulteriormente fortificato dal Conte Enrico Rosso senior nel 1351 che aveva la necessità di un reparto di cavalieri in grado di attaccare sulla piana di Catania il nemico Artale Alagona.
Fu centro del feudo di Aidone e fu qui che i feudatari ospitarono nel 1396 i reali Maria e Martino I di Sicilia e, nel maggio 1411, Bianca di Navarra dettò alcune lettere con l'aiuto del Protonotaro del Regno Bartolomeo Gioeni, Barone di Aidone e il figlio Perrone ai suoi fedelissimi per contrastare il nemico della corona: il grande ammiraglio Bernardo Cabrera.
Cadde in rovina in seguito al terremoto del 1693 e successivamente venne abbandonato. Faceva probabilmente parte di una rete di fuochi di avvistamento con i castelli di Enna, Agira, Pietratagliata e altri.

### Le chiese

#### Torre Adelasia e Santa Maria La Cava o Lo Plano

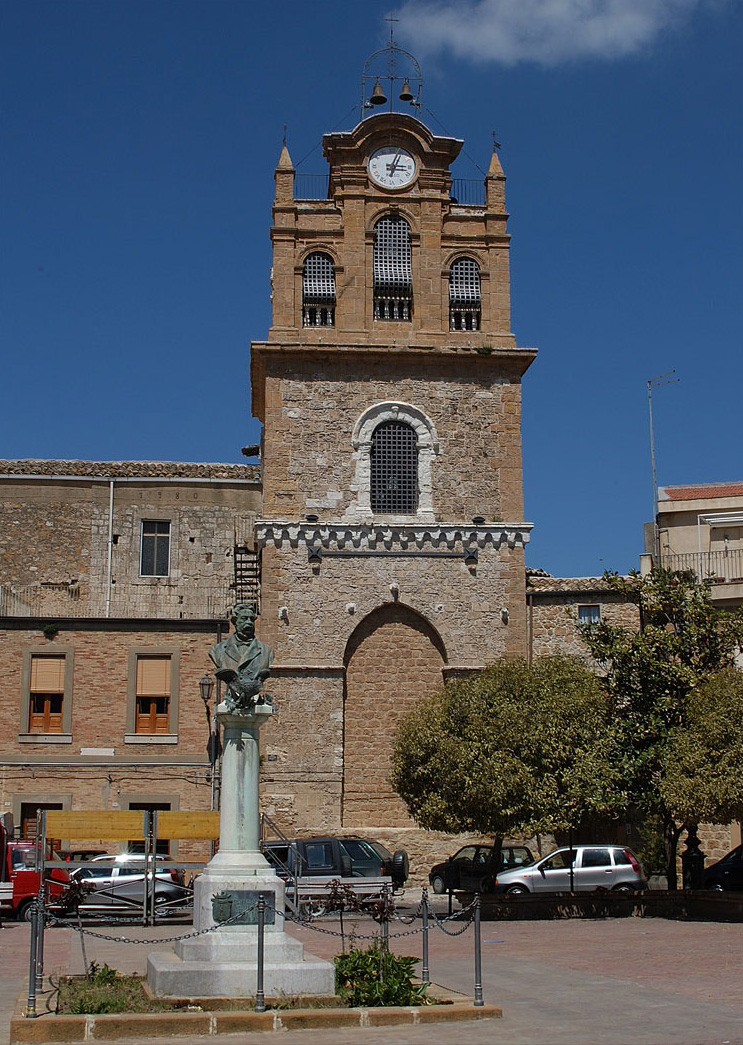
Torre Adelasia

Sulla piazza Cordova si affaccia la Torre Adelasia, che oggi costituisce la torre campanaria dell'annessa chiesa di Santa Maria La Cava, ma in origine era una delle torri di difesa lungo le mura che costeggiavano le pendici occidentali del borgo normanno.
Dell'impianto originario, di epoca normanna, conserva il piano inferiore dall'alto portale ogivale e, all'interno, la volta a crociera, il bel portale laterale in pietra calcarea e la maestosa abside. Nei secoli ha subito molti rimaneggiamenti e sovrapposizioni in diversi stili: il gotico-catalano del secondo piano cinquecentesco e il piano superiore di epoca settecentesca.
La chiesa di Santa Maria fu fondata con il nome di Santa Maria Lo Plano da Adelasia, nipote del conte Ruggero, come si legge in un diploma del 1134. Fu priorato dei Benedettini. Dell'impianto medievale conserva solo l'abside e la torre. L'attuale facciata, incompleta, è il frutto di un ambizioso progetto tardo secentesco per una chiesa a tre navate. Il rapporto simmetrico dei portali è andato perduto nell'ultimo radicale restauro, completato nel 1940: per ampliare la capacità di accoglienza della chiesa, si eliminò l'alta gradinata interna, fu innalzato il portale centrale e si aggiunse l'alto sagrato semidecagonale. Fu abbandonato definitivamente il progetto di una chiesa a tre navate e si ricavarono due cappelle sul lato occidentale e dei locali adibiti ad asilo sul lato orientale. Per ricordare le origini normanne l'interno dell'abside fu riportato alla nuda pietra ponendosi perciò in netto contrasto con il sistema decorativo dominato dagli affreschi della pittrice Clelia Argentati. La Chiesa è anche un santuario dedicato a san Filippo apostolo: il simulacro del santo, ritenuto miracoloso, custodito in una cappella riccamente decorata di stucchi, è oggetto di grande venerazione: il 1º maggio convengono in Aidone, per celebrarlo, ringraziarlo o impetrare grazie, pellegrini provenienti da tutti i comuni della provincia.

#### Chiesa madre di San Lorenzo

Chiesa Madre,dedicata a San Lorenzo patrono di Aidone

È forse la chiesa più antica di Aidone, fondata nell'XI secolo,secondo Filippo Cordova e Gioacchino Mazzola su un'antica costruzione risalente al VII sec. per come è stato di recente rilevato dal alcuni muri di fondazione all'interno della Sacrestia.
Questa Chiesa Matrice dopo gli ingenti danni subiti nel terremoto del 1693 fu ricostruita: dell'originario impianto normanno restano i contrafforti laterali e il portale.
Con la ricostruzione furono aggiunte le cappelle laterali e il campanile, mai completato. Tracce dell'antica struttura sono visibili nei grandi conci parietali scoperti nella sacrestia, in corrispondenza dall'area absidale.
La facciata fu ricostruita utilizzando il materiale antico: furono recuperate le due scanalature ad un lato della porta, che rappresentano le misure del palmo e della canna, ma non l'antica iscrizione i cui frammenti sono sparsi per tutta la facciata.
Interessanti i colmi degli imponenti cantonali rifinite con caratteristiche forme a spirale.
All'interno si conservano suppellettili, arredi sacri, antichi paramenti, statue e tele in parte provenienti dal convento di Santa Caterina: tra questi oggetti, il reliquiario di argento a forma di braccio, contenente la reliquia di San Lorenzo, probabilmente portata da Roma da Marcantonio V marito di Isabella Gioieni, quest'ultima della famiglia dei Gioieni che avevano introdotto il culto del santo per un presunto miracolo
Esistono due versioni sul motivo per cui san Lorenzo, per volere della famiglia Gioieni, sarebbe stato dichiarato patrono del paese al posto di san Leone: secondo una di esse fu Giantommaso Gioieni nel 1531 ad introdurre la venerazione per il santo martire in ringraziamento per la salvezza del figlio Lorenzo dalla pestilenza. Secondo un'altra versione fu invece Isabella Gioieni, nella seconda metà del Seicento: sposata a Marco Antonio Colonna, al quale aveva portato in dote il feudo di Aidone, non sarebbe riuscita ad avere figli e promise in voto al santo di farlo diventare patrono del paese se avesse dato alla luce un figlio; la grazia sarebbe stata concessa e Isabella diede alla luce il figlio Lorenzo e mantenne la sua promessa. Al 1810 risale invece la nascita dell'Accademia di San Lorenzo, che operò per almeno un secolo.

#### Chiesa di San Leone

Piazza Umberto

La Basilica di San Leone risale al 1090. Fu dedicata al papa Leone II, e fu costruita con conci megalitici, provenienti dall'area della Cittadella. La chiesa subì gravi danni a causa del terremoto del 1693; nel 1790 il muro della facciata fu ricostruito e porta l'iscrizione in latino: "Divo Leoni Papae Civi Patrono Populus Ajdonensis Basilicam Hanc Restituit", secondo cui papa Leone II fu aidonese. C'è da ammirare, nell'architettura esterna, il portale di stile barocco, formato da un arco a tutto sesto, fiancheggiato da due mezze colonne con capitelli stile corinzio, su cui poggia un architrave con dei rilievi; in corrispondenza dei capitelli vi sono due piccole cimase con due pigne a rilievo.

#### Chiesa di Sant'Antonio Abate

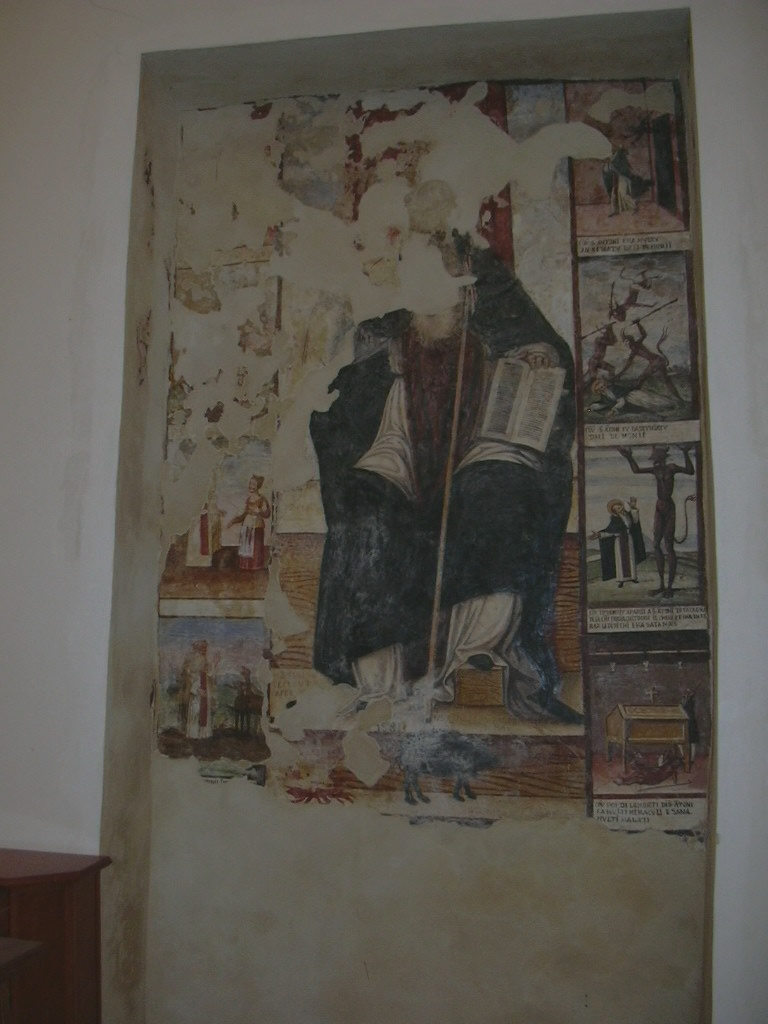
Chiesa di Sant'Antonio Abate, affresco che illustra la vita e le tentazioni del santo

La chiesa è posta all'ingresso orientale del paese e la tradizione vuole che in origine fosse una piccola moschea, trasformata in chiesa cristiana dai Normanni: alla presunta moschea apparterrebbero il portale a sesto acuto nella parete di mezzogiorno, oggi murato, e le piccole feritoie ai suoi lati. I contrafforti laterali che racchiudono grandi aperture murate, fanno pensare, ad un edificio con pianta a croce greca, forse ad una piccola chiesa extra-urbana di epoca bizantina, ovvero ad un edificio tardo-romanico con pianta a tre absidi ("a trifoglio"), che costituirebbe un esempio raro per la Sicilia.
Al periodo normanno appartengono invece l'abside posteriore e il portale con arco a sesto acuto, in conci alternati di arenaria e pietra bianca di Comiso. La chiesa ha subìto nei secoli vari rimaneggiamenti; di epoca cinquecentesca o seicentesca è il campanile a due ordini di monofore, sormontato da una cuspide rivestita di elementi sferici policromi di gusto moresco. Un pavimento musivo, che rappresentava San Giorgio che uccide il drago, e numerosi arredi sono stati nel tempo sottratti da furti, ma si conserva un affresco, del 1581, portato in luce dagli ultimi restauri, che rappresenta la vita e le tentazioni di Sant'Antonio: il quadro centrale rappresentante il Santo, è accompagnato da otto riquadri disposti ai due lati, dove in uno stile "fumettistico" sono rappresentati episodi della sua vita illustrati da didascalie in siciliano.

#### Chiesa di San Michele Arcangelo
Pare che la vecchia Chiesa dedicata a S.Michele venne edificata nel 1150 d.C. e secondo gli esperti la torre composta da archi a sesto acuto è molto simile a quella coeva di S.Maria Lo Plano.
Della cinquecentesca chiesa e l'annesso convento non resta oggi che il rudere della torre campanaria, in pietra bianca squadrata, con il portale d'ingresso e due ordini asimmetrici; all'interno di un'arcata è scolpita l'effigie del Santo, in veste di guerriero. Le restanti tracce della chiesa, a tre navate, e del convento sono coperte e conglobate dalle abitazioni sovrastanti.
Il convento era circondato da una fama sinistra per essere stato nel XVI secolo sede di un tribunale segreto dell'Inquisizione.

#### Chiesa di San Giovanni Evangelista
La chiesa fu costruita nel 1229 dai Cavalieri templari,in seguito alla concessione di Federico II Imperatore su una costruzione realizzata precedentemente dagli stessi Templari.
Con la chiesa venne concesso il mulino di Chiuppi sottano con alcune rendite e la testimonianza del precettore Fra Germano da Petragnos rilevata dal Rocco Pirri conferma che in Aidone trovavano accoglienza parecchi cavalieri provenienti dalla Terrasanta.
La presenza dell'Ordine è testimoniata dagli stemmi (Cipro-Rodi) che coronano il portale e dalla ripetizione della croce di Malta. Dell'originario aspetto medievale, poco è conservato. Il portale e il campanile sono costruiti con pietra locale bianca e rossa.

#### Chiesa ed ex convento di San Domenico

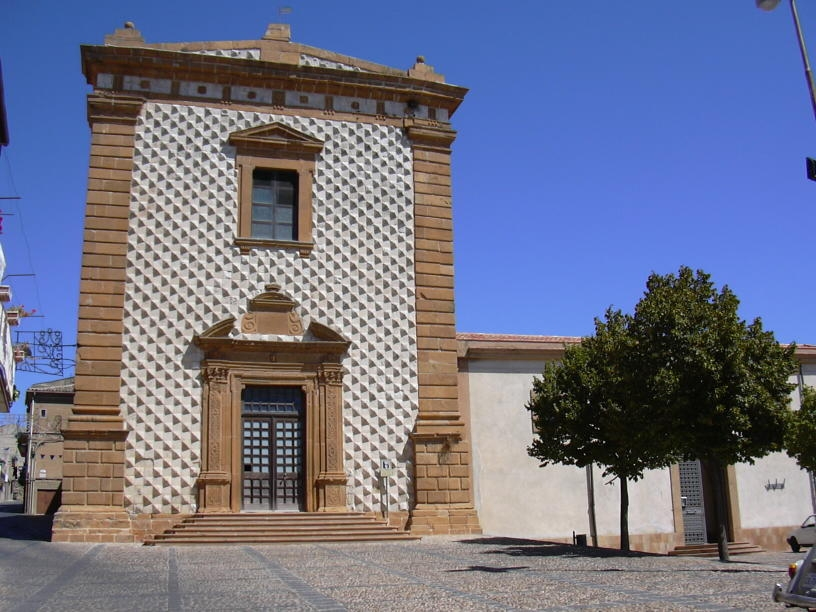
San Domenico, la facciata in bugnato a punta di diamante e, accanto, il "centro polifunzionale".

La costruzione del complesso monumentale fu iniziata nel 1419 per volontà del beato fra Vincenzo da Pistoia,su progetto dell'architetto aidonese Vincenzo Di Luca. Il tempio fu dedicato a san Vincenzo Ferreri, come si rileva dall'iscrizione posta sulla facciata, che recita: «in questo tempio o sommo Dio sono giunto angosciato con clemente bontà accogli i voti delle mie preghiere e fondi qui sempre una copiosa benedizione per i meriti di san Vincenzo a cui fu dedicato». In questa chiesa si venerava la reliquia della spina del Signore. Il tempio è notevole per la facciata bianca a punta di diamante, che è molto rara in edifici religiosi, ma si trova soprattutto in edifici politici come Lo Seri Pinto di Sciacca, e il Palazzo dei Diamanti a Ferrara. Ai lati della facciata sorgono due alti e slanciati cantonali in pietra arenaria (provenienti dalla contrada montagna), in cui si trova lo stile plateresco diffusosi dalla Catalogna nella seconda metà del Quattrocento. I cantonali culminano in un timpano ribassato, scandito da metope e triglifi. Molto bello e accurato e il portale, ai cui lati sorgono due lesene in cui si trova di nuovo lo stile plateresco. Le lesene culminano con un capitello corinzio abbellito da volti di angeli.
La chiesa è a navata unica, completata da un'abside. Gli architetti quando restaurarono la chiesa dopo il terremoto del 1693, lasciarono la parete destra in pietra viva e l'altra con stucchi settecenteschi.
Nell'abside si trovano poche tracce di un rosone quattrocentesco. Ai lati dell'abside sorgono due cantonali (sempre in pietra arenaria) che terminano con un capitello corinzio.
Il convento sorto a ridosso della chiesa visse per 4 secoli un'intensa vita religiosa, fino alla scomparsa dei domenicani da Aidone. Successivamente fu adibito a scuola elementare maschile fino a quanto non fu abbandonato e crollò.

#### Chiesa e chiostro di Sant'Anna

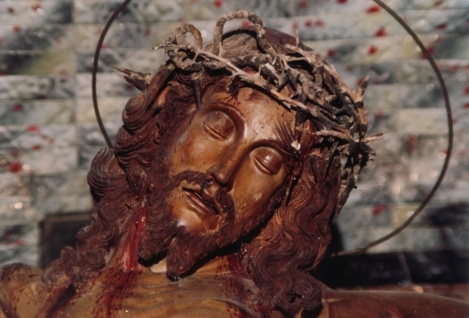
Chiesa di sant'Anna, particolare del Crocifisso attribuito a Frate Umile

Secondo la tradizione la chiesa era originariamente una moschea. La forma attuale risale tuttavia al XVII secolo, sebbene i muri sul lato occidentale siano probabilmente il resto di un edificio più antico. Nel 1623 fu iniziata la costruzione dell'adiacente convento di Santa Maria del Gesù da parte dei Padri osservanti e contemporaneamente la chiesa fu ingrandita ed arricchita, anche per merito di ricche elargizioni da parte di notabili locali.
Nel 1660 la chiesa rinnovata venne riaperta al culto e intanto i Padri osservanti nel 1640 avevano ceduto il posto ai Padri riformati i quali dedicarono la chiesa a Santa Rosalia: nella tradizione popolare rimase tuttavia l'antica denominazione. Del convento dei Padri riformati non restano che i ruderi del chiostro, con il porticato con arcate sagomate da mattoni in cotto e poggianti su esili colonne in stile dorico.
La chiesa, ad una sola navata, presenta l'interno semplice e disadorno, ma è arricchita dall'altare centrale barocco, decorato con tarsie marmoree in bicromia, bianche e nere, e dall'altare laterale di Sant'Anna, copia del primo con una più economica decorazione pittorica. Accanto all'altare principale dedicato al nobile Joseph Savina morto il 1655 con lo stemma della sua casata imparentata con la famiglia Colonna.
Accanto c'è il quadro raffigurante San Francesco di Paola, opera dei fratelli Francesco e Giuseppe Vaccaro di Caltagirone.
Secondo l'ipotesi di Umberto Digrazia la tela di Sant'Anna - S. Gioacchino - S. Giuseppe con la Madonna (con sembianze di S. Rosalia) con il Bambino Gesù del 1632, posta sull'altare di Sant'Anna è un'opera di Pietro Novelli detto il Monrealese, con il suo autoritratto a destra.
All'interno della chiesa si conservano altre tele, un'acquasantiera cinquecentesca di scuola gaginiana, e, nella sacrestia, un armadio intarsiato, opera di frà Innocenzo da Petralia. La chiesa ospita inoltre il Crocefisso ligneo di frate Umile Pintorno da Petralia, del 1635, capolavoro di questo artista.

#### Chiesa di Maria Santissima delle Grazie

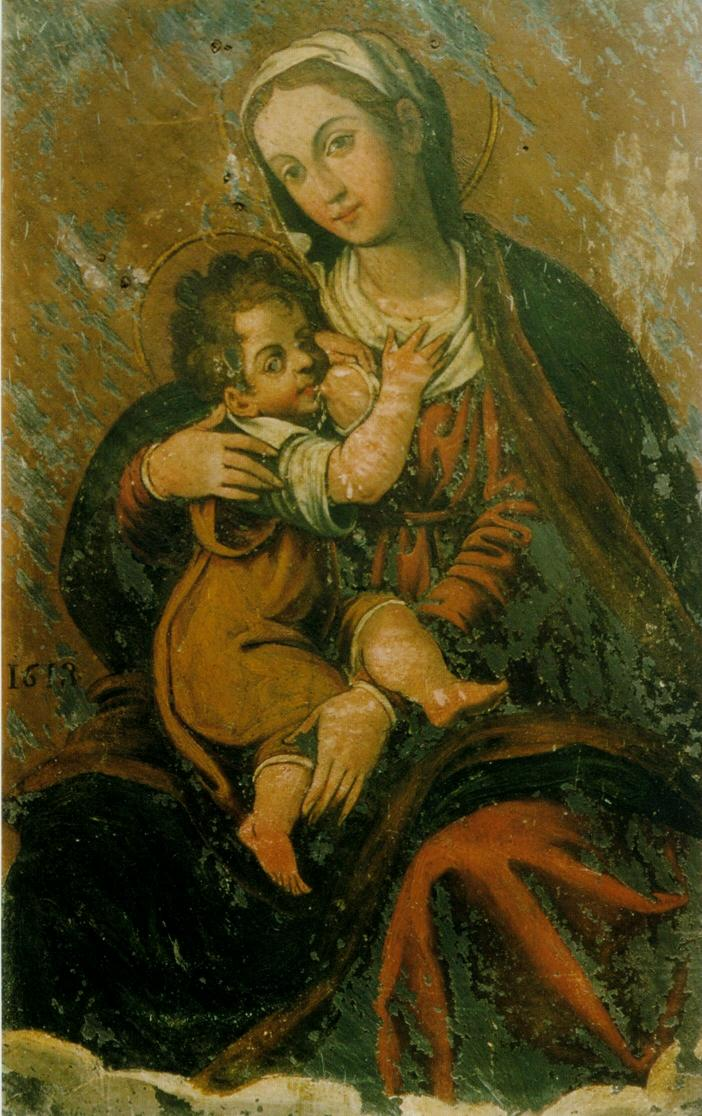
Dipinto su pietra della Madonna che allatta

La chiesa è situata accanto a quella di Sant'Antonio Abate, all'ingresso orientale del paese; deve la sua nascita al leggendario ritrovamento nel 1618 di un'immagine della Madonna, che allatta il Bambino, dipinta su una lastra di pietra. L'icona, raffigurante la Madonna delle Grazie, secondo le recenti acquisizioni documentarie reperite dalla storica dell'arte Susanna Sportaro, è assimilabile al dipinto, che il pittore Pietro Antonio Novelli (Monreale 1568+1625), padre del più famoso Pietro, detto il Monrealese, dipinse, su lastra di ardesia, per il Convento degli Agostiniani Scalzi di Caltanissetta.
Conserva all'interno un altare barocco, in legno intarsiato, in cui è incastonata la teca, con l'immagine ritenuta sacra, chiusa da due sportelli su cui sono dipinte le immagini di San Leone e San Lorenzo. Su un altare laterale si ammira un pregevole dipinto che raffigura il Corteo delle Sante Vergini siciliane, datato 1642.

#### Chiesa di San Marco
Fuori dal centro abitato, nella zona Scalazza, in direzione del Baccarato, si trova la chiesa con l'"Ospidale" annesso, fondata nel 1140, da alcuni cavalieri templari di ritorno dalla Terrasanta. L'esterno ricorda la Commenda dei cavalieri di san Giovanni della vicina Piazza Armerina.

#### Convento e chiesa dei Cappuccini
Oggi sede del Museo archeologico regionale, risale ai primi decenni del "600(1612-18). Il complesso, dalle linee sobrie e chiuse, quasi severe, era dedicato a San Francesco d'Assisi.
La chiesa è a navata unica, con due cappelle sul lato sud, e conserva arredi e dipinti secenteschi. L'altare centrale, con ciborio di legno intarsiato, è sormontato da un trittico ottocentesco rappresentante al centro la Natività.
Negli altarini laterali, con casserizi in legno intarsiato di marca umbro-toscana, sono conservate due statue, una delle quali, in terracotta, rappresenta la Madonna delle Grazie. Nelle cappelle sono esposti: un reliquiario a forma di croce e il busto ligneo dell'Ecce Homo, attribuito a fra' Umile da Petralia. Dalla seconda cappella si accede ad una cripta e ad un antico sottopassaggio che la tradizione vuole sia collegato, attraverso un complesso sistema di cunicoli, agli altri conventi aidonesi.
Il chiostro si presenta porticato su un solo lato e da questo si accede al Museo archeologico regionale dei reperti archeologici di Morgantina.
All'interno c'è un affresco a medaglione nel quale è stata ritratta S.Isabella del Portogallo la figlia di re Pietro III d'Aragona che lasciò la corona per diventare terziaria dell'Ordine Francescano..
Infine c'è una pregevole statua lignea che raffigura il santo Fra Felice da Nicosia.

### Museo archeologico regionale

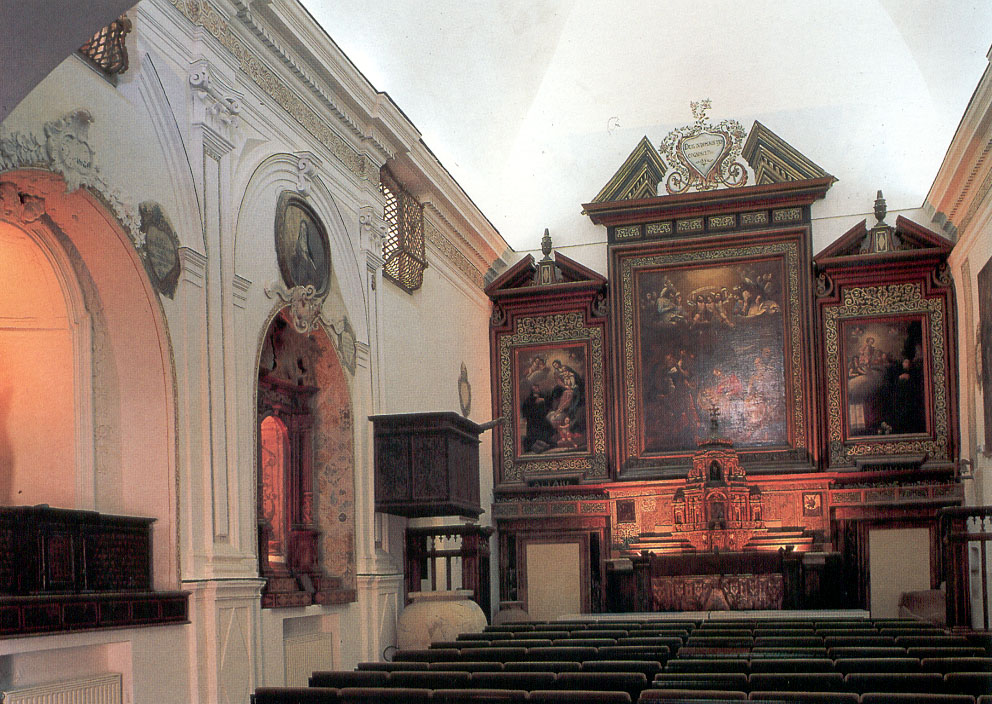
Interno della chiesa di San Francesco, dei cappuccini, sede del Museo archeologico regionale

Il museo archeologico di Aidone è ospitato nella convento dei Cappuccini annesso all'omonima chiesa. È stato inaugurato nell'estate del 1984 e custodisce i reperti di oltre trent'anni di scavi a Morgantina, ordinati secondo criteri cronologici e tematici.
Nelle tre sale sono presenti materiali della preistoria e della protostoria della città, provenienti dal villaggio castellucciano: asce di pietra basaltica levigata, minuscoli fuseruoli e frammenti di ceramica lavorata senza l'uso del tornio, con essenziale decorazione lineare incisa. Alla successiva città sicula, della prima età del ferro, appartiene invece, la ceramica acroma in forme carenate, d'impasto rosso e marrone, che trova riscontri nella cultura di Ausonio a Lipari.
I reperti esposti appartenenti ad periodo che va dal IX alla metà del V secolo a.C. testimoniano la coesistenza delle culture sicula e greca nella cittadina: (antefisse degli edifici religiosi, “pithoi” "piumati", un'arula domestica su cui è raffigurato un cinghiale, un “kernos” a tre coppette ed il grande cratere di Eutimide, con scene di simposio e amazzonomachia, usato per banchetti pubblici).

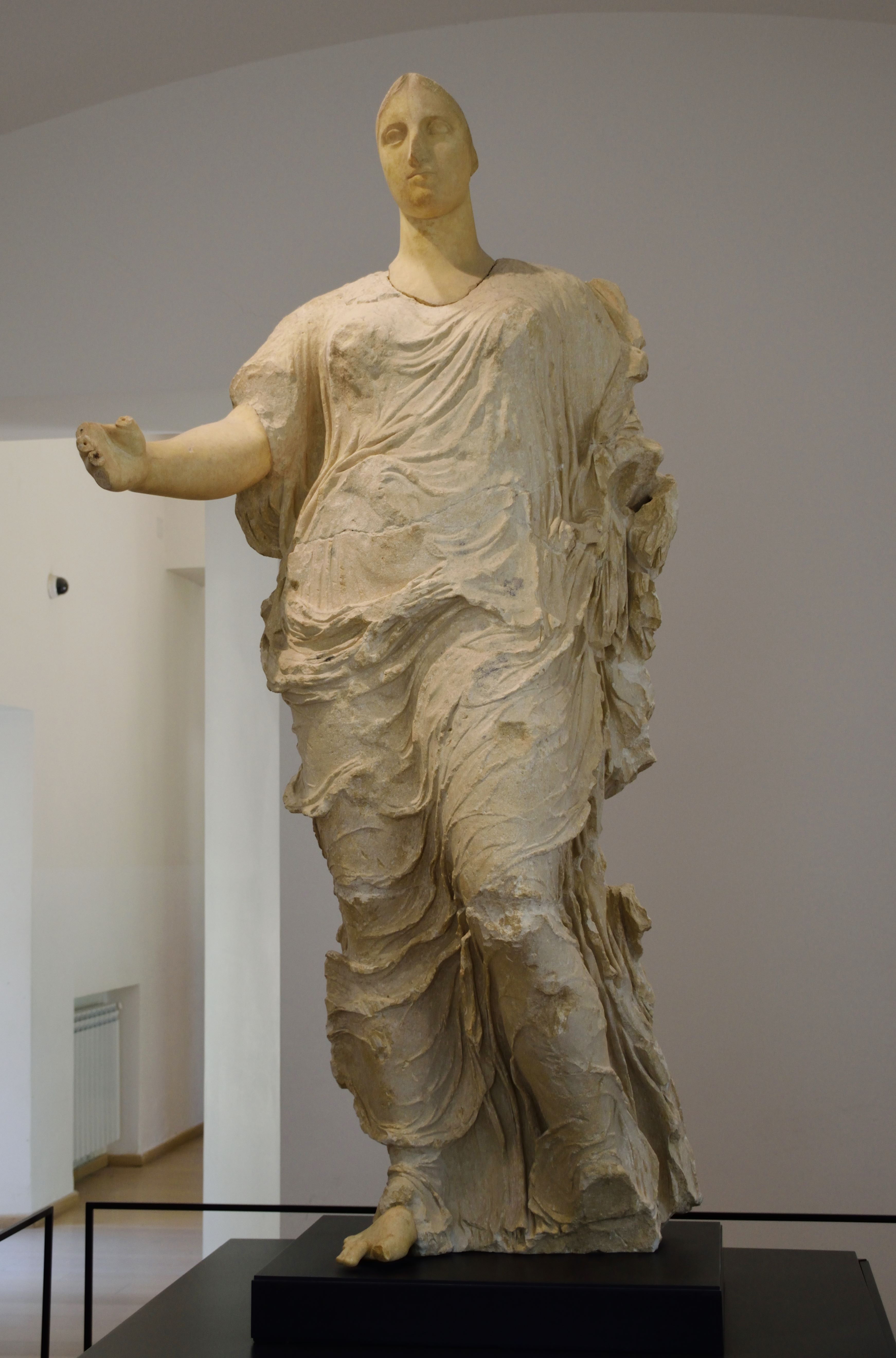
Dea di Morgantina

I reperti di epoca classica ed ellenistica, fino alla distruzione della città (211 a.C.), consistono prevalentemente di terrecotte provenienti dalle necropoli e dai santuari urbani di Demetra e Persefone, tra cui diversi busti di quest'ultima, a cui si aggiungono una grande lucerna a "vernice nera" con tre beccucci ed un piatto da pesce, di provenienza forse siracusana.
Una statua in pietra calcarea, senza testa, molto probabilmente della dea Demetra ritrovata nel santuario centrale nel 1955 ha fornito il materiale per dimostrare che la famosa Dea (chiamata per ignoranza a lungo Venere di Morgantina) del Paul Getty Museum di Malibu (USA) proviene propria da Morgantina.
Di recente in una sala sono stati collocati alcuni reperti delle Terme Nord di contrada Agnese (dedicato ad Afrodite e/o a Cibele) progettato da Archimede con una volta a sesto acuto composta da tubuli in terracotta vuoti , adatti a sostenere il peso e la spinta laterale.
Nell'ex sacrestia del convento sono esposti gli oggetti d'uso comune domestico, agricolo e religioso, che offrono un quadro della vita quotidiana degli abitanti della città (oggetti d'uso comune, stoviglie da cucina, giocattoli per bambini, ninnoli femminili, attrezzi per l'agricoltura).

### Biblioteca comunale
La biblioteca comunale di Aidone, è ospitata nei locali dell'ex convento dei Carmelitani, molto vicino alla Piazza Cordova; è dedicata a Gaetano Scovazzo(Aidone 1782-Palermo 1868) , Ministro del Regno delle Due Sicilie nel 1848, il quale nel 1868 legò i suoi 9600 volumi al Comune che gli aveva dato i natali perché costituisse una biblioteca a lui intestata. L'edificio che ospita la Biblioteca, in origine era un convento annesso alla chiesa della Madonna Del Carmelo; ora è occupato quasi per intero dalla Biblioteca ma fino a qualche decennio fa oltre alla biblioteca era sede delle Scuole femminile e poi della Scuola Media "F. Cordova". Oltre ai preziosi manoscritti, ai due incunaboli ed a numerose cinquecentine, conserva una divisa di C. Benso Conte di Cavour, che lo stesso aveva regalato all'amico Filippo Cordova; poi altre divise di Cordova e Scovazzo.
Nel 1934 vi si contavano oltre 15.000 volumi provenienti da varie donazioni, infatti nell'anno di fondazione l'esempio dello Scovazzo era stato subito emulato dal Reverendo Francesco Ranfaldi, che legò alla biblioteca i suoi 800 libri, tra cui si trovavano le copie manoscritte dei Capibrevi di Giovanni Luca Barberi. Vi confluirono inoltre 1500 volumi, provenienti dalle librerie dei Domenicani, dei Cappuccini e dei Padri Riformati, in seguito alla soppressione delle congregazioni e all'abbandono dei conventi; e i 1700 libri che avevano costituito la biblioteca popolare circolante fondata nel 1884 da alcuni benemeriti cittadini. Ad arricchire ancora di più la biblioteca intervennero le donazioni del Commendatore Domenico Minolfi e l'intera biblioteca privata di Filippo Cordova che era stata ereditata dal Dottore Teodoro Siebs.
In tal modo essa è venuta in possesso di opere di gran pregio, oltre ai preziosi manoscritti, conserva circa trecento cinquecentine e cinque incunaboli, i più antichi dei quali risalgono al 1493; sono due opuscoli di Alberto Magno il "De duabus sapientiis et de recapitulatione omnium librorum astronomiae", in tutto 12 pagine, e il "De natura ac immortalitate animi cum commento compendioso", in tutto 81 pagine, entrambi stampati a Norimberga da Gaspare Hochfever nel 1493.
Questo ricco patrimonio è stato lasciato per decenni in stato di abbandono, costretto in stanze piccole e umide; nei vari trasferimenti molti tra i volumi più antichi sono rimasti confinati in casse di legno. Solo le operazioni di recupero eseguite nei locali dell'ex Scuola Elementare Femminile, poi Scuola Media, hanno permesso finalmente di portare alla luce, sottoponendoli ai dovuti restauri, quasi tutti i volumi conservati, ma molti ormai erano stati irrimediabilmente distrutti dall'umido, le muffe e i topi. Oggi finalmente è possibile consultarli agevolmente e vi si contano oltre 30.000 volumi.

## Feste e folklore

### Festa e "tavole" di San Giuseppe

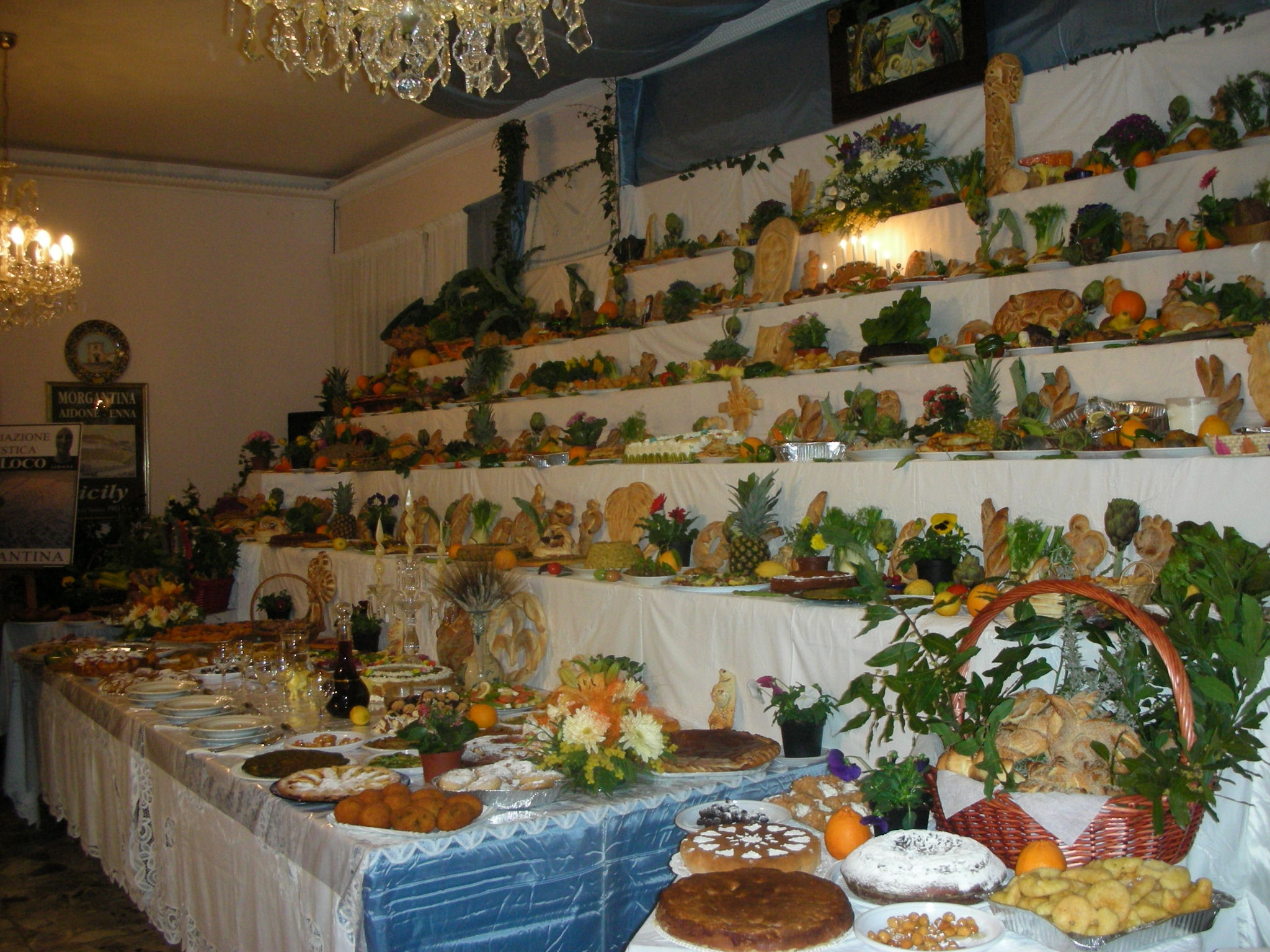
Tavola di San Giuseppe, allestita alla Pro-loco,2008

La festa di San Giuseppe è la prima vera festa dell'anno nuovo. Cade il 19 marzo e in Aidone, come in gran parte dei paesi siciliani, è celebrata, oltre che con il novenario e le messe solenni celebrate nella piccola chiesa dedicata al Santo, padre putativo di Gesù, anche con le tavolate. Le tavole e le tavolate, altari ricolmi di ogni ben di Dio, erano allestite nelle case private come ex voto per grazia ricevuta. Nei mercoledì di marzo si allestivano le tavole chiamate anche "virginedd". Erano più piccole, con tre o sei commensali che rappresentavano la Sacra Famiglia, erano meno costose ed in genere le famiglie, che a volte le ripetevano tutti gli anni, chiedevano la collaborazione o addirittura il sostegno economico alla collettività (a volte questa forma di mortificazione era voluta e la padrona di casa faceva la colletta casa per casa). La vigilia di san Giuseppe invece le famiglie che ne avevano fatto voto allestivano la tavolata, più grande e ricca richiedeva un rilevante impegno di spesa e di lavoro che si protraeva per più giorni.
Sulle tavole dominava il pane lavorato nelle forme più fantasiose, tra cui però non poteva mancare il bastone fiorito, un braccio, il viso della Madonna, il pesce...; poi abbondavano le frittate di verdure, il finocchio, i dolci tipici (oltre ai cannoli le sfingi delle frittelle di pasta di pane) e poi primizie varie: dalle fave alle fragole. Le tavole sono pronte la sera della vigilia e fino all'indomani sono visitabili; a mezzogiorno in punto del 19 sono benedette e cominciano ad essere serviti i commensali istituzionali, ragazzi e/o anziani poveri in rappresentanza della Sacra Famiglia; ai visitatori viene offerta la pasta condita con legumi misti e il pane. Le tavolate erano una occasione di collaborazione e solidarietà di vicini ed amici nei confronti di chi allestiva, ma anche di generosità verso i non abbienti a cui si destinava la maggior parte del cibo. Oggi che sono diventate sempre più rare, allo scopo di recuperare e valorizzare la tradizione, è allestita dalla Proloco locale, e vede il contributo e la collaborazione di gran parte della popolazione.

### Settimana Santa e "Giunta di Pasqua"

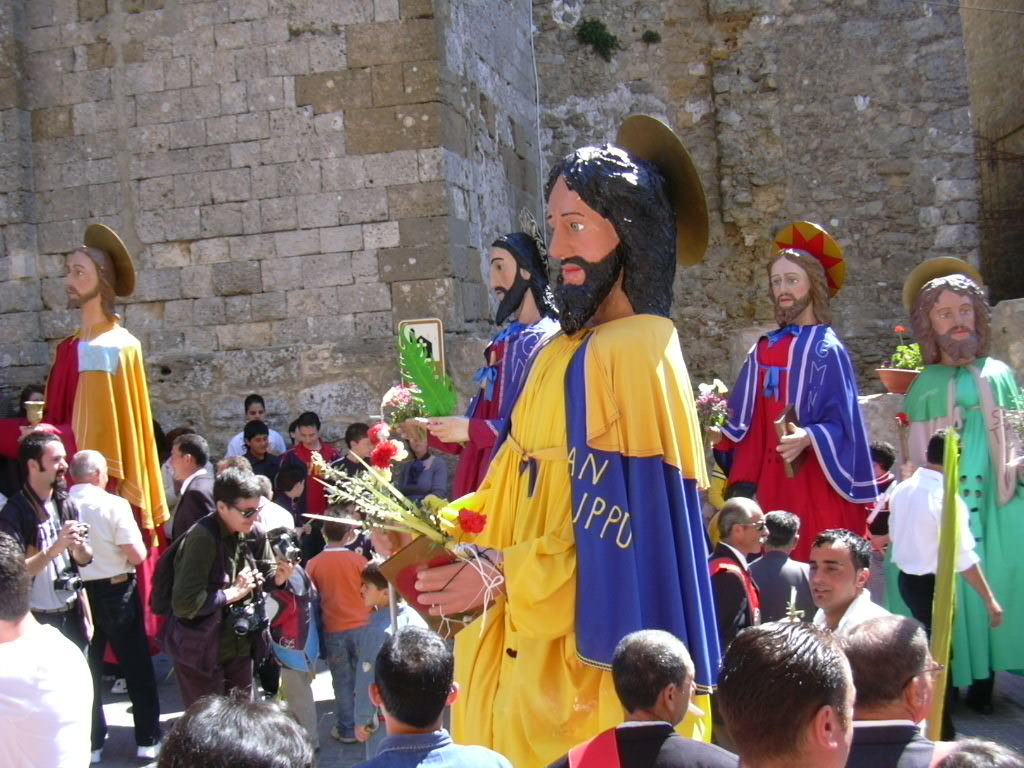
Processione delle Palme, l'arrivo davanti alla Chiesa Madre (San Lorenzo)

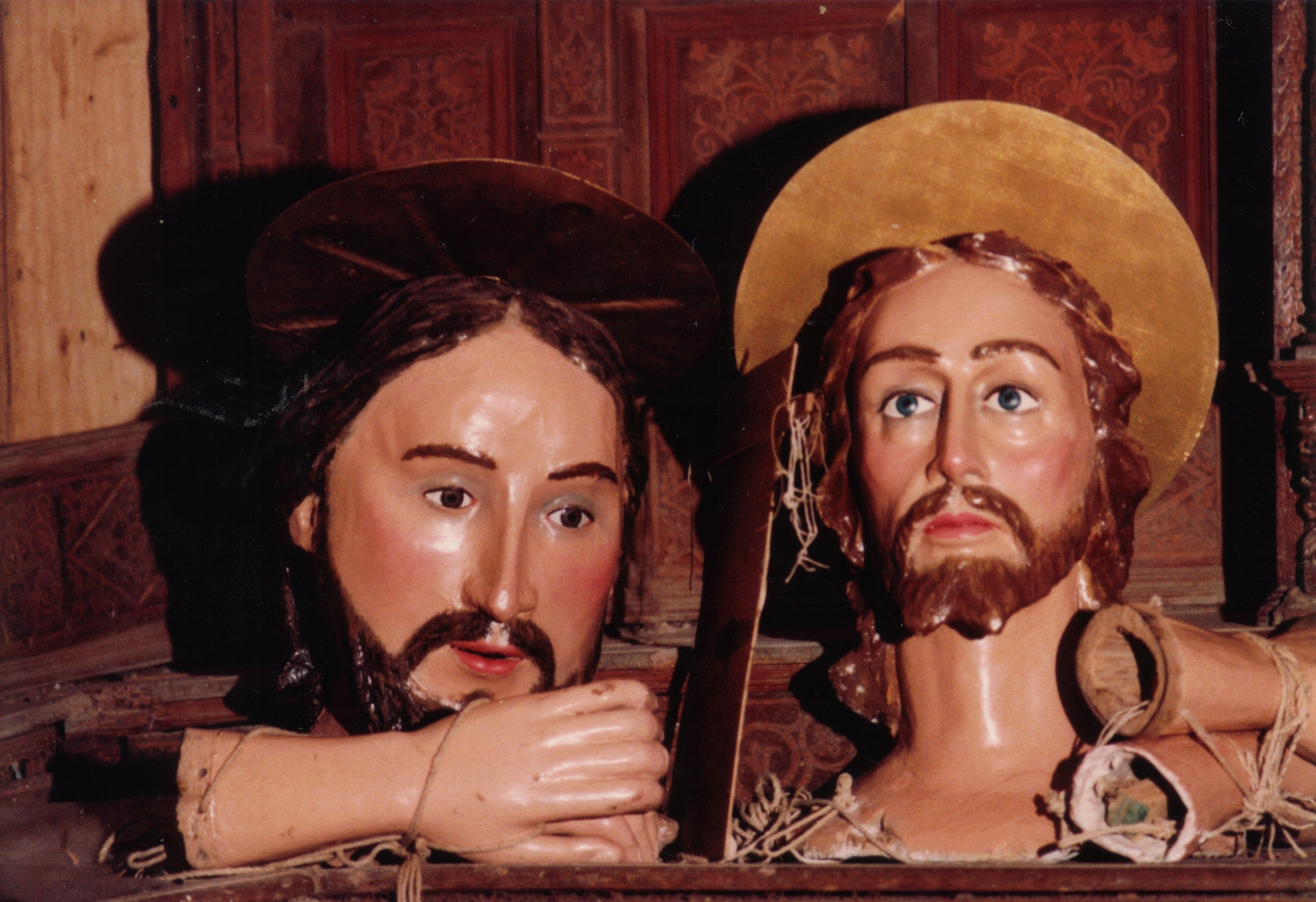
Gli acroliti in cartapesta dei Santoni- San Giuda Taddeo e San Giovanni appartenenti alla confraternita del SS.Crocifisso

- Domenica delle Palme - La Settimana Santa in Aidone si apre con la festa delle Palme. La processione delle confraternite, che si snoda di mattina per le vie del paese, è caratterizzata dalla presenza dei Santoni, i simulacri dei dodici Apostoli, con grandi teste di cartapesta, che raggiungono quasi i 3 metri di altezza. Le "gabbie", dentro cui si introducono i portatori (santar), sono rivestite con tuniche dai colori vivaci; ciascun Santo è identificato da uno o più oggetti simbolo; gli Apostoli sono raffigurati sul modello delle statue che coronano la facciata della Basilica di San Pietro in Vaticano. La processione percorre tutte le vie principali del paese e si conclude davanti alla porta chiusa della chiesa Madre di San Lorenzo, dove si celebra un rito molto antico e suggestivo.
- Il precetto - Nella prima parte della settimana il paese è percorso dalle confraternite che vanno in processione per raggiungere la chiesa dove faranno il precetto Pasquale, e si accompagnano con la banda musicale ma anche con le caratteristiche lamentazioni.
- Il mercoledì santo: U signur' a mucciun - Il mercoledì sera si svolgeva uno dei riti più controversi e amati dagli aidonesi: Il signore nascosto o rubato. Dei confratelli prelevavano dalla chiesa dell'Annunziata la Statua del Cristo che, avvolto in un lenzuolo e su una scala di legno, veniva portato in processione nella Chiesa Madre; qui durante la tarda serata affluiva tutta la popolazione per prestargli omaggio. L'ambiguità dell'adorazione del Cristo apparentemente morto ha decretato da qualche anno la sospensione della processione.
- Giovedì Santo: i Sepulcrii - Nella serata di giovedì santo e nella mattinata del venerdì i componenti delle varie confraternite visitano le diverse chiese dove è stato allestito il sepolcro, l'altare della Deposizione o meglio del Sacramento, adorno di grano germogliato al buio, piante e pani. Le processioni sono accompagnate dalla banda musicale, di sera i confratelli portano delle torce, ma ciò che più caratterizza le processioni nel corso della settimana è l'esecuzione dei lamenti, si tratta del canto delle Quarantore, lamentazioni per la morte di Gesù, di origine medievale, nelle quali ogni "ora" è scandita da una voce principale che inizia il brano in una scala ascendente e viene accompagnata delle seconde voci in scala discendente.
- Venerdì Santo: A scisa a Cruci - Dopo il tramonto nella Chiesa Madre ha luogo un rito molto suggestivo: a scisa a Cruci (la deposizione dalla Croce). Dopo una lunga preparazione fatta di letture e preghiere davanti a Cristo inchiodato sulla croce, giungono i membri della confraternita della Santissima Maria Annunziata, incappucciati e vestiti di bianco, che portano una bara di cristallo adorna di fiori. Con il sacerdote celebrante schiodano dalla Croce la statua del Crocefisso e la depongono nell'urna, che viene portata in processione per buona parte della notte. Alla processione si sono aggiunte, nel tempo, ragazze che portano la statua di Maria Addolorata e altre che rappresentano le pie donne. Il corteo silenzioso si snoda per le strade di Aidone, anche le più impervie, accompagnato dai lamenti dei confratelli che recitano Le quarantore alternati alle musiche funebri della banda musicale.

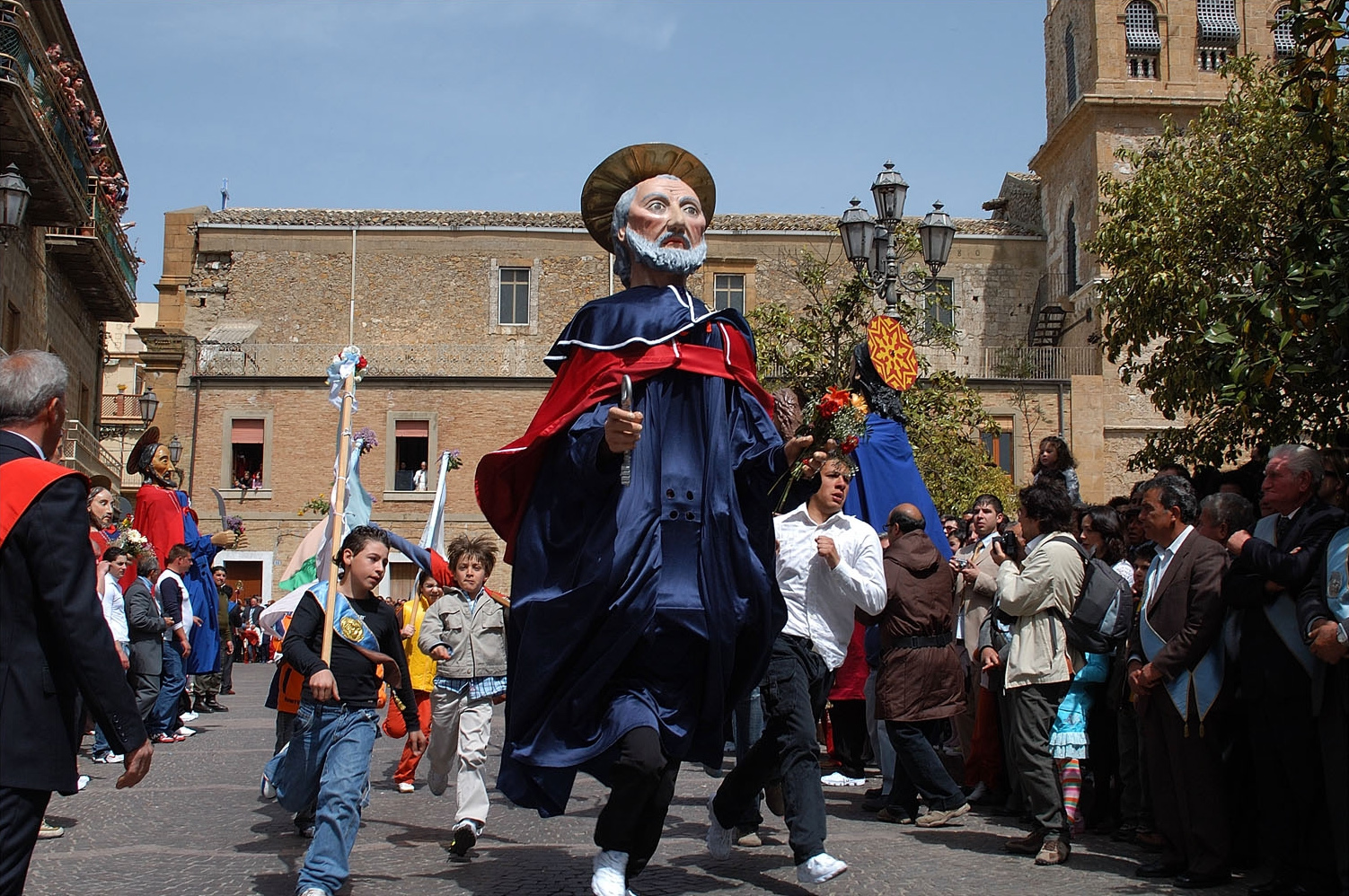
La corsa dei Santoni, San Pietro

- A Giunta d'Pasqua - Il giorno di Pasqua, in piazza Cordova ha luogo la Giunta, l'incontro. Si svolge in piazza Cordova con la partecipazione di tutti i Santoni e un gran numero di confratelli appartenenti a tutte le confraternite. San Pietro viene portata in giro per le vie cittadine alla ricerca di Gesù mentre gli altri santoni, divisi in due gruppi, fanno la spola correndo e saltando tra la statua della Madonna con il velo nero, posta nei pressi della chiesa di Santa Maria, e la statua del Cristo risorto, nascosta alla vista in una strada secondaria: riportano le incredibili notizie della sparizione di Gesù dal sepolcro, dell'apparizione alle donne e infine della Resurrezione. A mezzogiorno i due gruppi, raggiunti da San Pietro, accompagnano le due statue verso il centro della piazza dove avviene l'incontro, tra la Madre, a cui viene strappato il velo nero, ed il Figlio Risorto. Le campane suonano a festa e i Santoni sono fatti saltellare dai portatori in segno di gioia, tutti poi, accompagnati dalla banda che ora suona canti gioiosi, si uniscono in processione e accompagnano nelle loro chiese i Simulacri.

### Festa di san Filippo apostolo

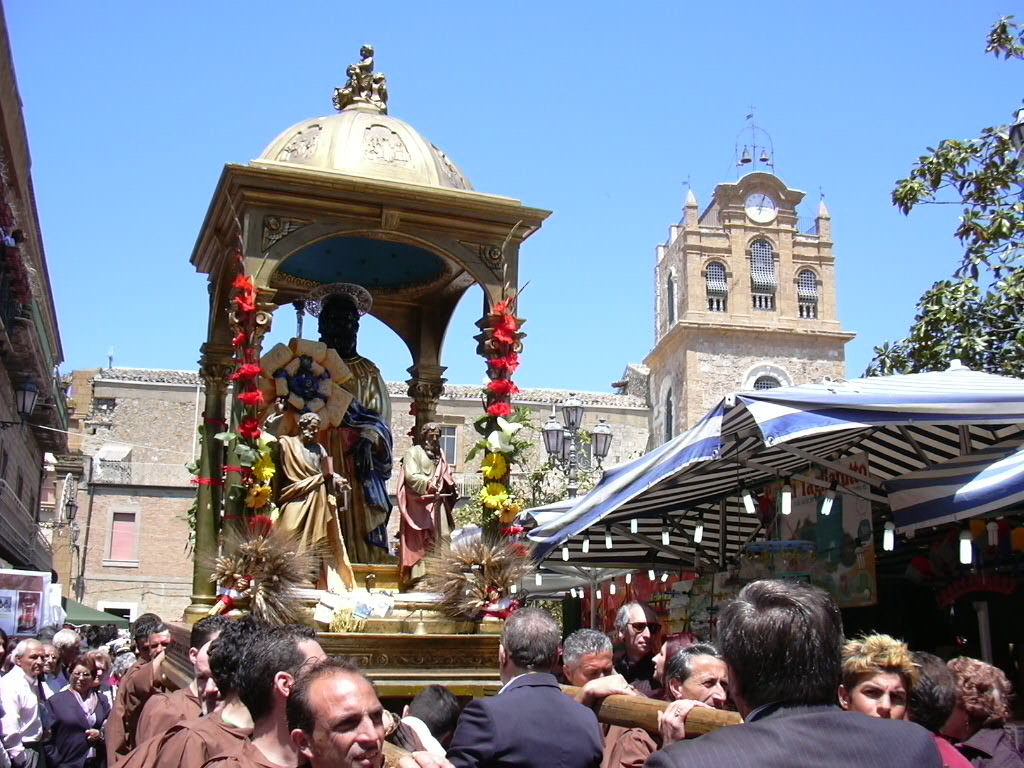
Processione di San Filippo, il primo maggio

La chiesa di Santa Maria Lo Plano conservava reliquie degli apostoli san Filippo e san Giacomo, la cui presenza è attestata a partire dal 1633. Il 1º maggio di ogni anno la statua di san Filippo, custodita insieme alle reliquie e ritenuta miracolosa, viene portata in processione per le vie del paese. La statua attuale venne realizzata nel 1801, con grande spesa, in ebano e con la veste rivestita di foglia oro. Quando esce dalla chiesa, la statua viene portata girata di spalle, per evitare che lasci il paese in direzione di Piazza Armerina: ciò a causa di un'antica contesa con tale paese e della tradizione secondo la quale il santo concederebbe più facilmente miracoli ai forestieri.
I fedeli, provenienti da tutta la provincia di Enna e oltre, effettuano lunghi pellegrinaggi a piedi per chiedere grazia o ringraziare di grazie ricevute e, secondo l'usanza si presentano davanti alla statua con un cero acceso. Si narra che l'apostolo scacci con il suo bastone chi richieda insistentemente una grazia senza fede.

### Festa patronale di San Lorenzo martire
La festa di San lorenzo si svolge il 10 agosto. Nella processione, viene portato oltre alla statua di S.Lorenzo, un osso del santo. Il culto del santo è stato portato ad Aidone, dalla famiglia romana dei Colonna Gioieni i quali avevano ricevuto il feudo del paese. Si narra che negli anni in cui la Sicilia era invasa dalla peste, un mercante ammalato si era sistemato vicino alla chiesa madre di San Lorenzo. La sera una monaca del vicino convento di Santa Caterina (ormai diroccato) vide le porte della chiesa madre aprirsi e San Lorenzo incendiare la bancarella del mercante e in questo modo impedì la diffusione della malattia nel paese.
San Lorenzo venne istituito come patrono della cittadina con un documento del 9 agosto del 1531 firmato dal papa Clemente VII e da 15 cardinali, aderendo all'espressa volontà del barone Gian Tommaso Gioeni. Nel 1751 il papa Benedetto XIV permise che venisse fondata una collegiata di 18 membri e i portatori che conducono la statua in processione hanno i colori giallo e rosso della casata del papa (Lorenzo Lambertini). Nel 1790 venne inoltre concesso l'uso di una mazzetta violacea.
- La festa patronale venne istituita nel 1810 dal parroco della chiesa madre, Lorenzo Maria Scopazzo (1756-1826) che fondò anche l'"Accademia di San Lorenzo martire" e scrisse una biografia del santo ("Grandezze del glorioso martire levita San Lorenzo arcidiacono della Chiesa, protettore amorosissimo della città di Aidone"). Il parroco scrisse inoltre ogni anno un sonetto dedicato al santo: il primo verso di ciascun sonetto si ricollegava all'ultimo verso del componimento dell'anno precedente.
- La festa di S.Lorenzo, che si celebra il 10 agosto; veniva celebrata fino agli anni 1930 in diversi giorni dell'anno:
- 9 febbraio: il "Patrocinio"
- 7 maggio: "Li santi cangianti"
- 10 luglio: l'"Invenzione"
- 6 agosto: rievocazione dell'incontro con san Sisto
- 10 agosto: "Trionfo di san Lorenzo martire"
- 17 agosto: "Coronazione"
- 23 ottobre: nascita del santo.
- 30 ottobre: celebrazione del "Santo nome"
- 29 novembre: l'"Apparizione" con rievocazione di un miracolo che sarebbe avvenuto nel 1627, quando una suora del vicino convento di Santa Caterina da Siena avrebbe visto il martire uscire dalla chiesa madre con una torcia accesa per andare presso un commerciante forestiero a bruciargli i vestiti ed evitando in tal modo la diffusione della peste nel paese
- 29 dicembre: l'"Ordinazione" nella chiesa madre.

### Carnevale
Della ricca tradizione carnascialesca di Aidone restano solo i festini , feste da ballo private a cui gli estranei, non invitati, sono ammessi per lo più vestiti in maschera.
Entrati al grido "Gghj' n-è f'stingh?" (c'è una festa?), hanno diritto a due balli a loro scelta. In genere si sceglie di ballare uno scotz, un ballo tipico aidonese ballabile a coppie.
La maschera tipica del Carnevale aidonese è "ù c'ddazz" "l'uccellaccio", la cui unica caratteristica è l'essere irriconoscibile sia nell'aspetto che nella voce.
La tradizione fa risalire i festini al 1300, quando i contadini, per riuscire ad entrare nelle case dei "padroni", avevano l'unica possibilità di creare una situazione di ilarità trasfigurando la propria immagine e guadagnando così un po' di vino.
La consuetudine prevede che il "capo maschera" chieda al "padrone" due balli, e successivamente si tolga la maschera per farsi riconoscere ed avere in premio un bicchiere di vino.

### Rievocazione storica del battimento, "u batt'ment"
Ogni dieci anni, nei giorni immediatamente precedenti la festa di san Lorenzo (8 e 9 agosto) si teneva la rievocazione storica di un episodio risalente all'epoca della conquista normanna. La tradizione risaliva al XVII secolo e se ha testimonianza fino al 1890.
Il torneo in costume rievocava un combattimento tra cavalieri cristiani e saraceni, al quale avrebbero partecipato due contingenti lombardi dell'esercito di Ruggero d'Altavilla.
La battaglia si sarebbe svolta presso il cosiddetto "Passo dei Giudei" (l'attuale contrada Ciappino), sulla strada che conduce a Piazza Armerina. Nel torneo storico in costume, denominato il Battimento, un drappello di cavalieri cristiani, partito dalla città, e un drappello di cavalieri saraceni proveniente dalla parte opposta, si scontravano in due separati assalti. Dopo il primo assalto, dall'esito incerto, i cavalieri cristiani si ritiravano nelle tende a pregare e digiunare, mentre i saraceni gozzovigliavano; nel secondo assalto i saraceni venivano nettamente sconfitti e presi prigionieri. Il tutto si concludeva con una pacificazione generale per cui cristiani e saraceni finivano con l'abbracciarsi e muovevano insieme in un unico corteo alla volta di Aidone, dove avrebbero seguito la processione della Madonna delle Grazie.
Da qualche anno (2005) ad agosto viene ripresa questa tradizione che si va arricchendo sempre più di figuranti e significati; con una festa medievale nella quale è presente la Contessa Adelasia, nipote del GranConte Ruggero I, con il marito Rinaldo d'Avenel e il corteo storico composto da cavalieri, armigeri, fanti, giocolieri, cantastorie, damigelle e ancelle.
Di recente è stata inserita l'Historia dei Normanni tratta dal Goffredo Malaterra e da
Fra' Simone da Lentini che viene recitata da un cantastorie e una giovane aidonese scelta fra 20 candidate (5 per ogni quartiere storico) recita la parte della Contessa ADELASIA,la magnifica benefattrice che fece realizzare parecchi mulini sul fiume Gornalunga (Albos) e fece edificare la Chiesa di S.Maria Lo plano nel 1134 d.C. Talvolta in occasione della festa della Madonna delle Grazie (2 luglio), si svolge anche un corteo storico che rievoca l'arrivo di Adelasia al Castello, accompagnata dai gonfaloni dei quattro quartieri storici (San Leone II Papa, San Giacomo, San Giovanni (attuale Sant'Anna) e Santa Maria Lo Plano.

### Morgantina rivive
Dall'agosto 2005 l'archeoclub di Aidone, in collaborazione fattiva con le altre Associazioni aidonesi e con la cittadinanza, promuove una interessante, ed unica nel suo genere, manifestazione che si svolge per intero nel sito di Morgantina: giovani, adulti, bambini in costume fanno rivivere i l'agorà, le case, il macellum, la boulè.
La manifestazione ha luogo presso il sito archeologico nei giorni 5 e 6 agosto di ogni anno.

### Altre foto di Aidone

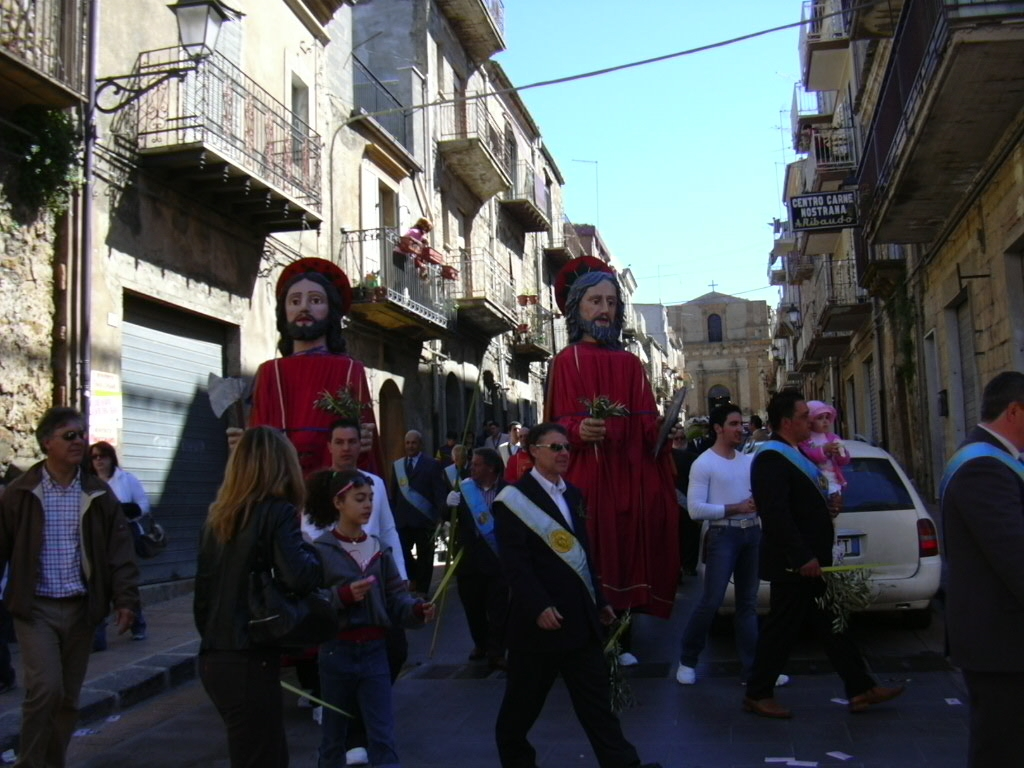
Processione delle Palme
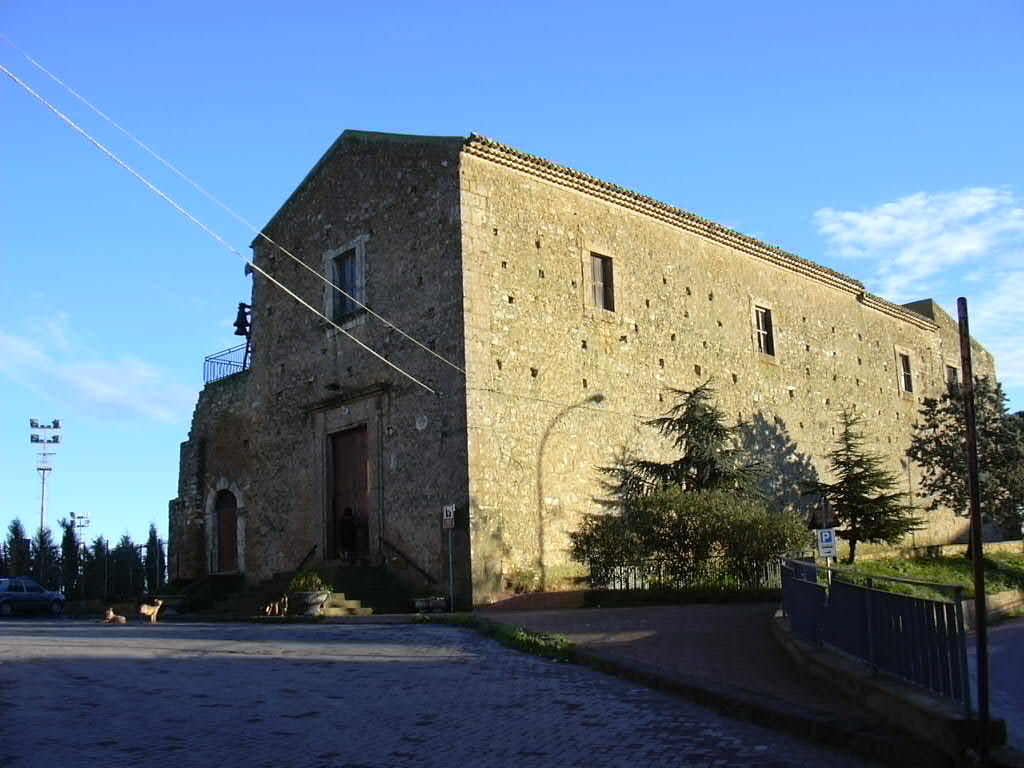
Chiesa di sant'Anna
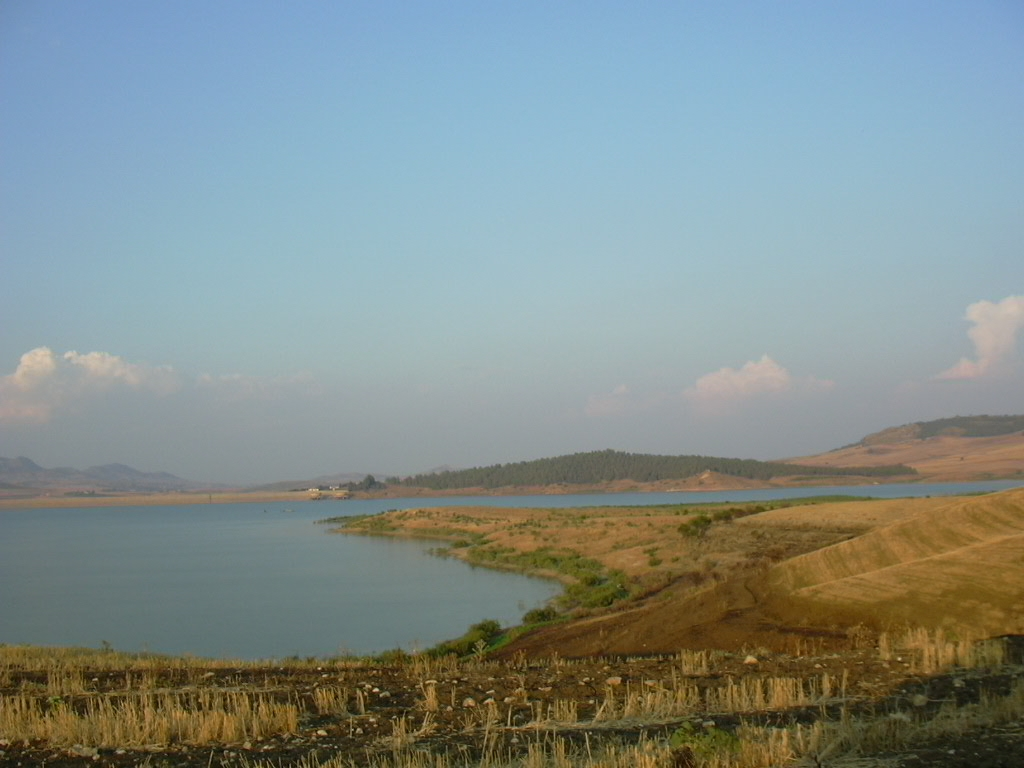
Il lago Ogliastro
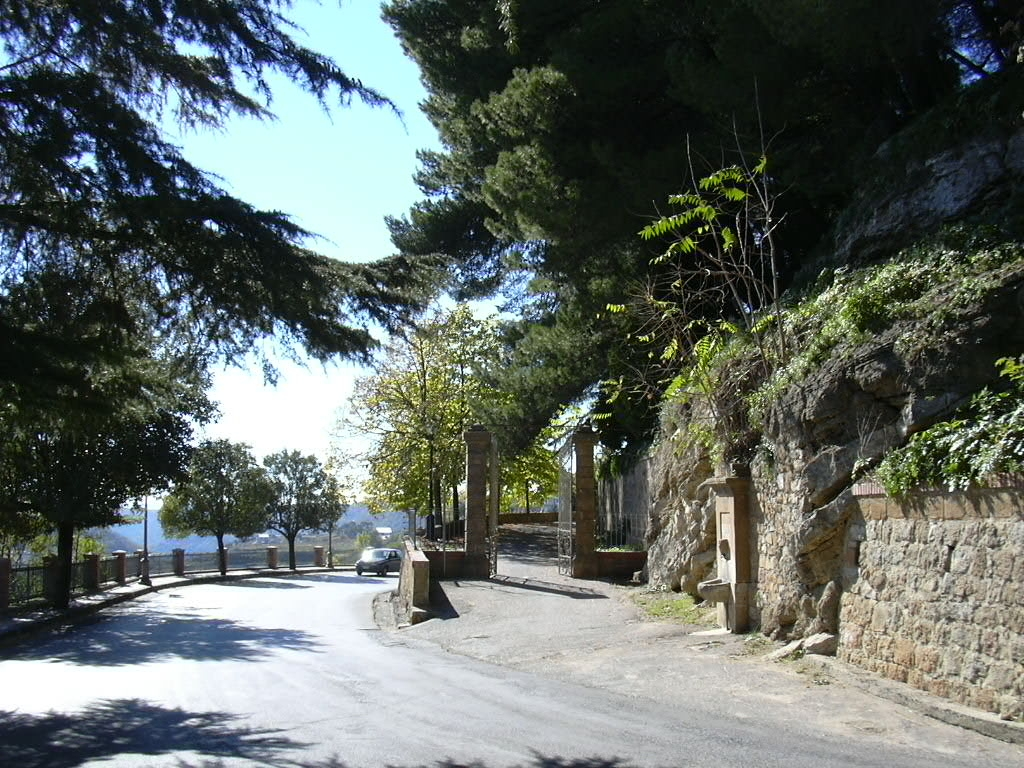
Corso Vittorio Emanuele:il Belvedere
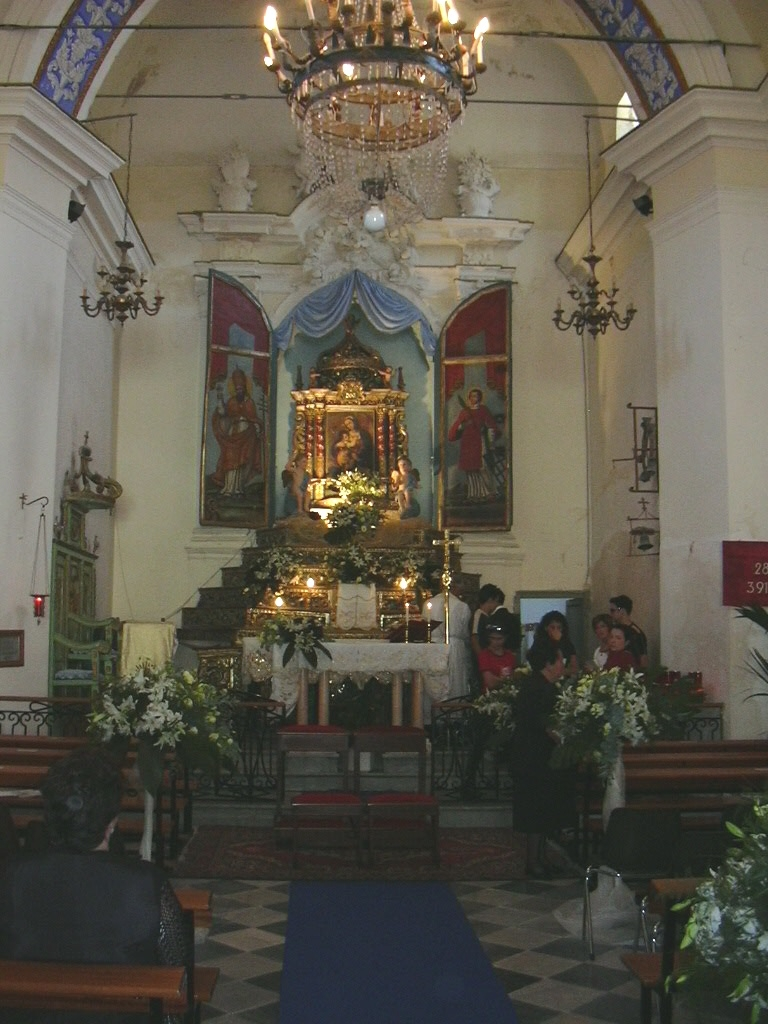
Interno della chiesa di Maria SS.ma delle Grazie
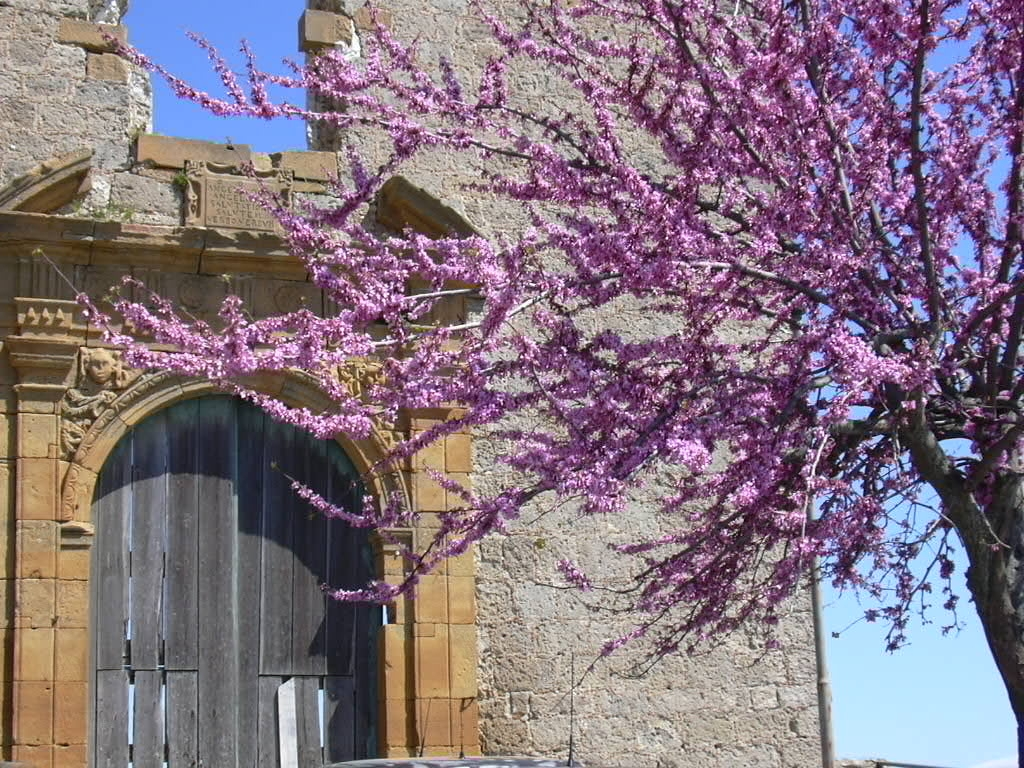
Portale della chiesa diroccata dell'Annunziata
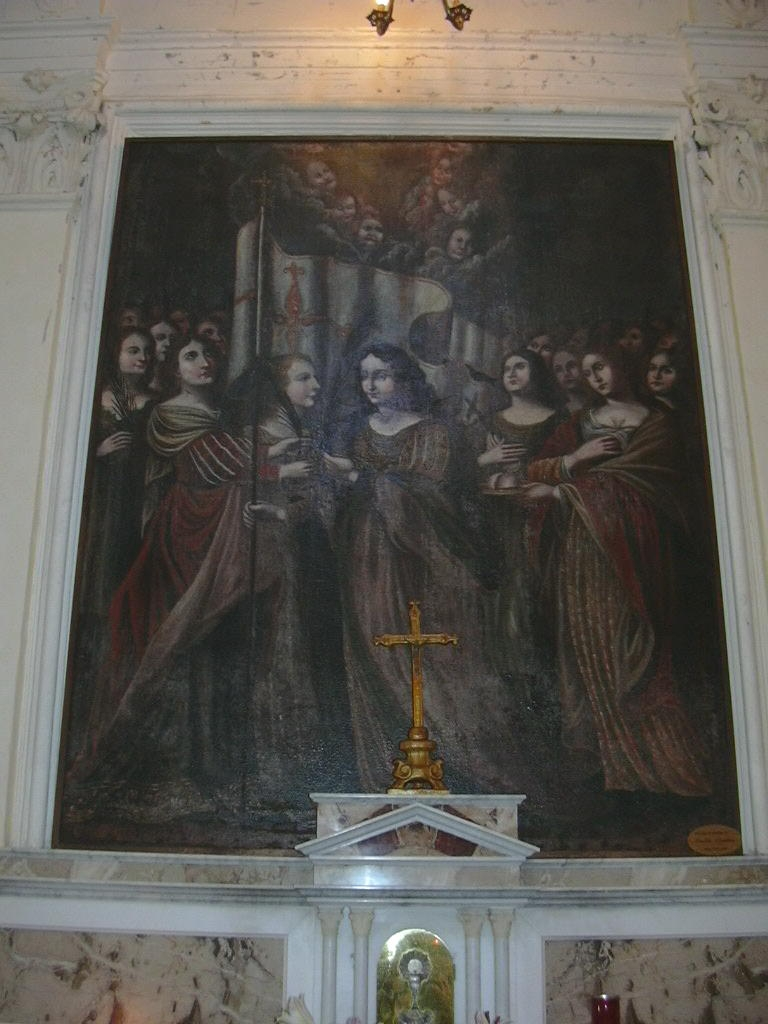
Interno della chiesa di Maria SS.ma delle Grazie
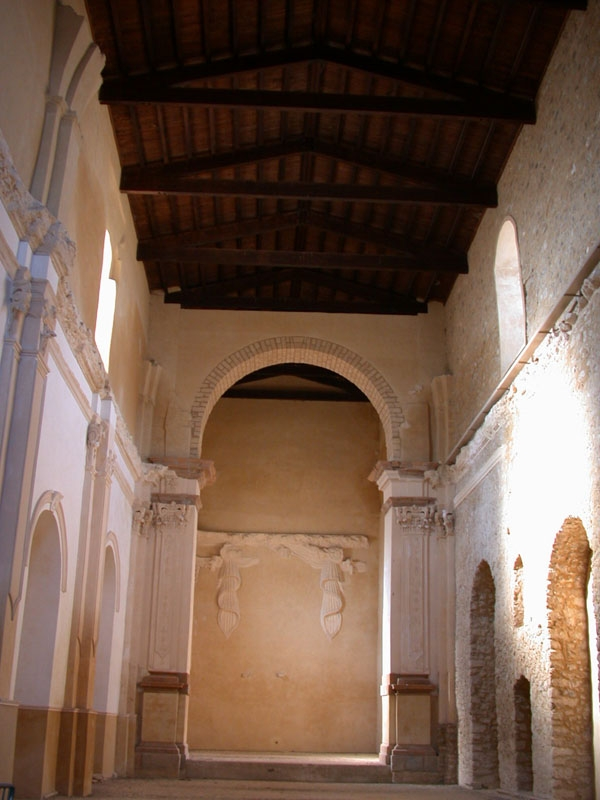
L'interno della ex chiesa di San Domenico

## Economia
L'economia è prevalentemente agricola, con produzione di cereali, uva, olive, agrumi e con allevamenti di ovini e bovini. La gran parte della popolazione attiva trova occupazione nel terziario con un notevole movimento di pendolari che si sposta quotidianamente verso Piazza Armerina, Enna, Catania. A fronte della notevole ricchezza del patrimonio archeologico e naturalistico non si è sviluppata un'adeguata offerta di strutture e servizi turistici.
Oltre alle scuole materne, elementari e medie, raggruppate nell'Istituto Comprensivo "F. Cordova" e distribuite in quattro plessi, Aidone è sede dell'Istituto Professionale Agrario.

## Amministrazione
- Rosario Domenico Boscarini, 1861-1861
- Rosario Profeta, 1861-1863
- Giuseppe Cordova, 1864-1866
- Rocco Camerata Scovazzo, 1869-1875
- Domenico Minolfi Scovazzo, 1869-1875
- Gioacchino Mazzola, 1880-1882
- Lorenzo Minolfi Scovazzo, 1882-1884
- Antonino Capra, 1884-1885
- Pietro D'Arena, 1886-1887
- Luigi Boscarini, 1888-1889
- Antonino Capra, 1890-1891
- Lorenzo Minolfi Scovazzo, 1892-1894
- Antonino Profeta Ranfaldi, 1895-1896
- Domenico Minolfi Scovazzo, 1897-1897
- Antonino Profeta Ranfaldi, 1898-1903
- Vincenzo Piazza, 8 luglio 1986 - 21 giugno 1989 (Democrazia Cristiana)
- Giuseppe Lombardo, 22 luglio 1989 - 26 giugno 1990 (Partito Socialista Italiano)
- Filippo Miroddi, 8 luglio 1990 - 14 gennaio 1992 (Partito Socialista Italiano)
- Giuseppe D'Anna, 30 novembre 1992 - 24 giugno 1993 (Commissario Straordinario)
- Filippo Buttà, 1º luglio 1993 - 1º dicembre 1997 (Democrazia Cristiana, Partito Popolare Italiano)
- Filippo Curia, 1º dicembre 1997 - 28 maggio 2002 (coalizione centro-destra)
- Filippo Curia, 28 maggio 2002 - 8 marzo 2005 (coalizione centro-destra)
- Filippo Curia, 17 maggio 2005 - 20 marzo 2009 (lista civica)
- Filippo Gangi, 8 giugno 2009 - 27 maggio 2014 (lista civica)
- Vincenzo Lacchiana detto Enzo, 28 maggio 2014 - 29 maggio 2019 (lista civica Aidone Cambia Verso)
- Sebastiano Chiarenza detto Nuccio, 30 aprile 2019 - in carica (lista civica Progetto Aidone-Nuccio Chiarenza Sindaco)